# Biserica fortificată din Apața

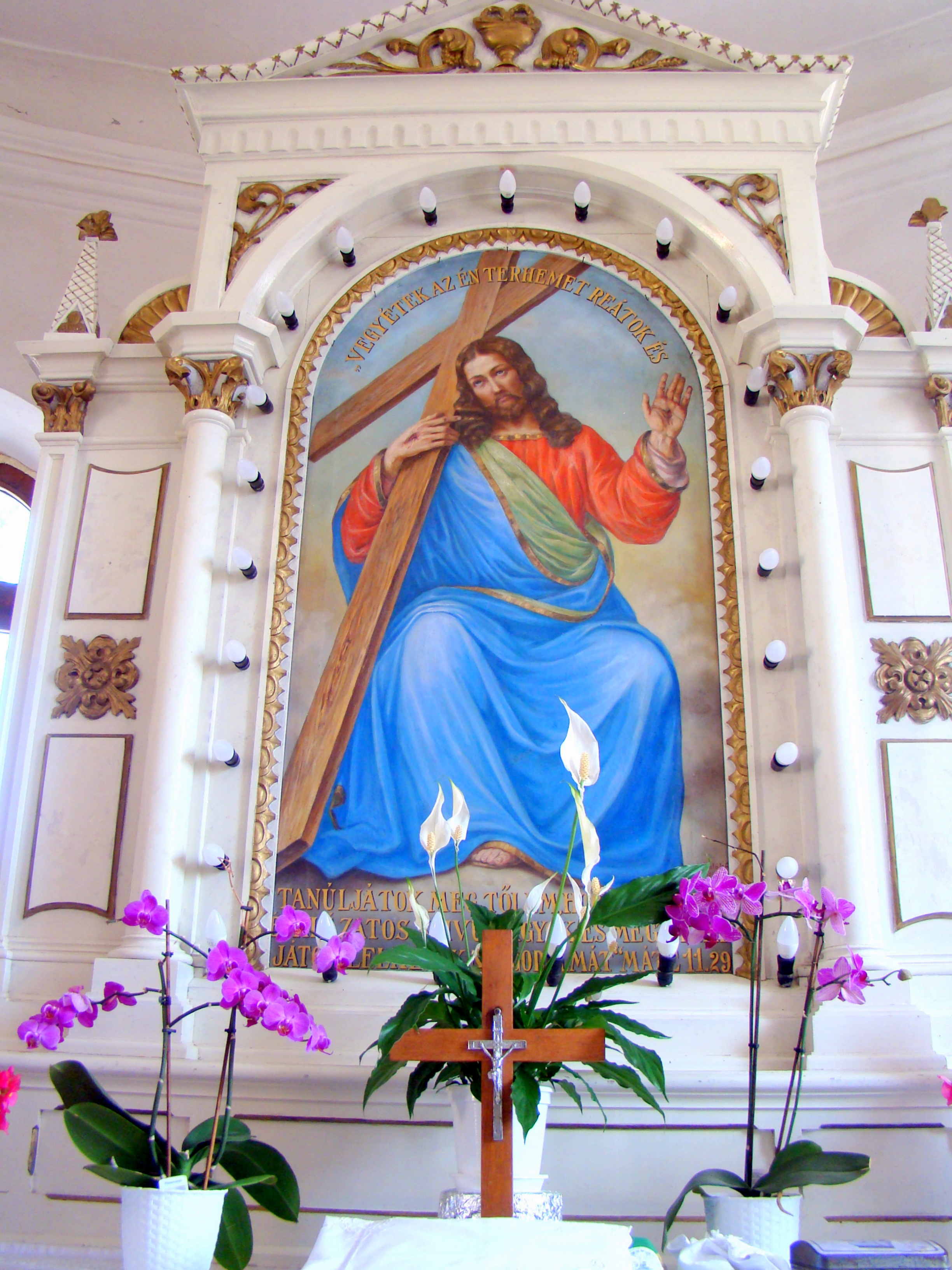
Altarul bisericii evanghelice maghiare din Apața

Biserica fortificată din Apața este un ansamblu de monumente istorice aflat pe teritoriul satului Apața, comuna Apața.
Ansamblul este format din următoarele monumente:
- Biserica evanghelică (cod LMI BV-II-m-B-11598.01)
- Turn-clopotniță (cod LMI BV-II-m-B-11598.02)
- Casa parohială evanghelică (cod LMI BV-II-m-B-11598.03)

## Localitatea
Apața (în germană Geist, în maghiară Apáca, în latină Monachalis, în dialectul săsesc Gist) este o comună în județul Brașov, Transilvania, România, formată numai din satul de reședință cu același nume. Prima atestare documentară este din anul 1460, sub numele de Apáczija.

## Biserica
Biserica medievală data din anul 1427. Credincioșii catolici medievali au devenit toți luterani, împreună cu biserica, după Reforma protestantă. Satul a fost distrus de mai multe ori în secolul al XVII-lea, de ciumă și de tătari în 1658. În 1794, biserica veche împreună cu satul au fost distruse de un incendiu. Câțiva ani mai târziu, în 1804, a fost construită actuala biserică.  
Fostul zid nu a fost demolat, așa că este și astăzi vizibil. Turnul bisericii se află în afara zidului, la cca. 1 m distanță.

## Imagini din exterior

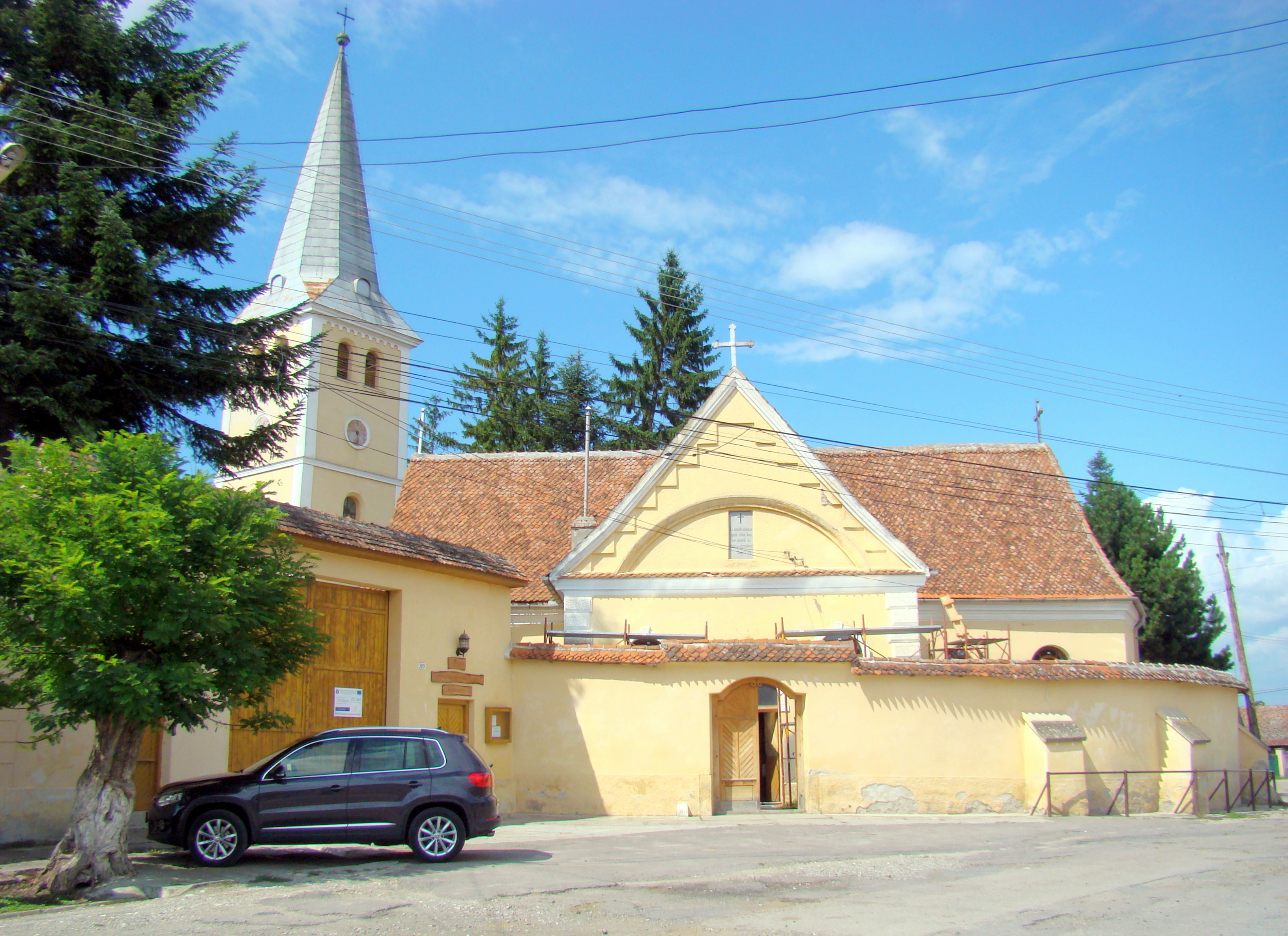
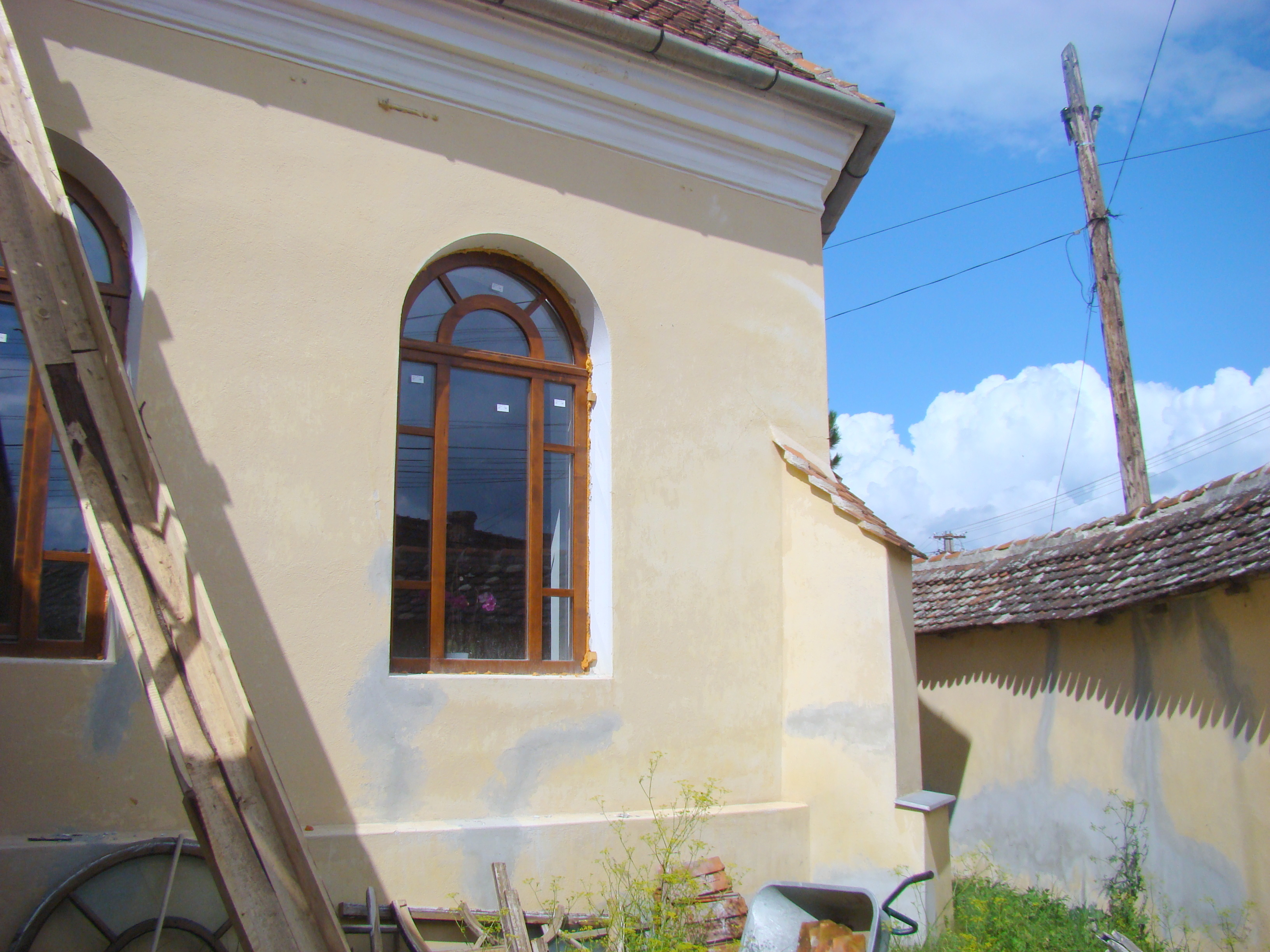
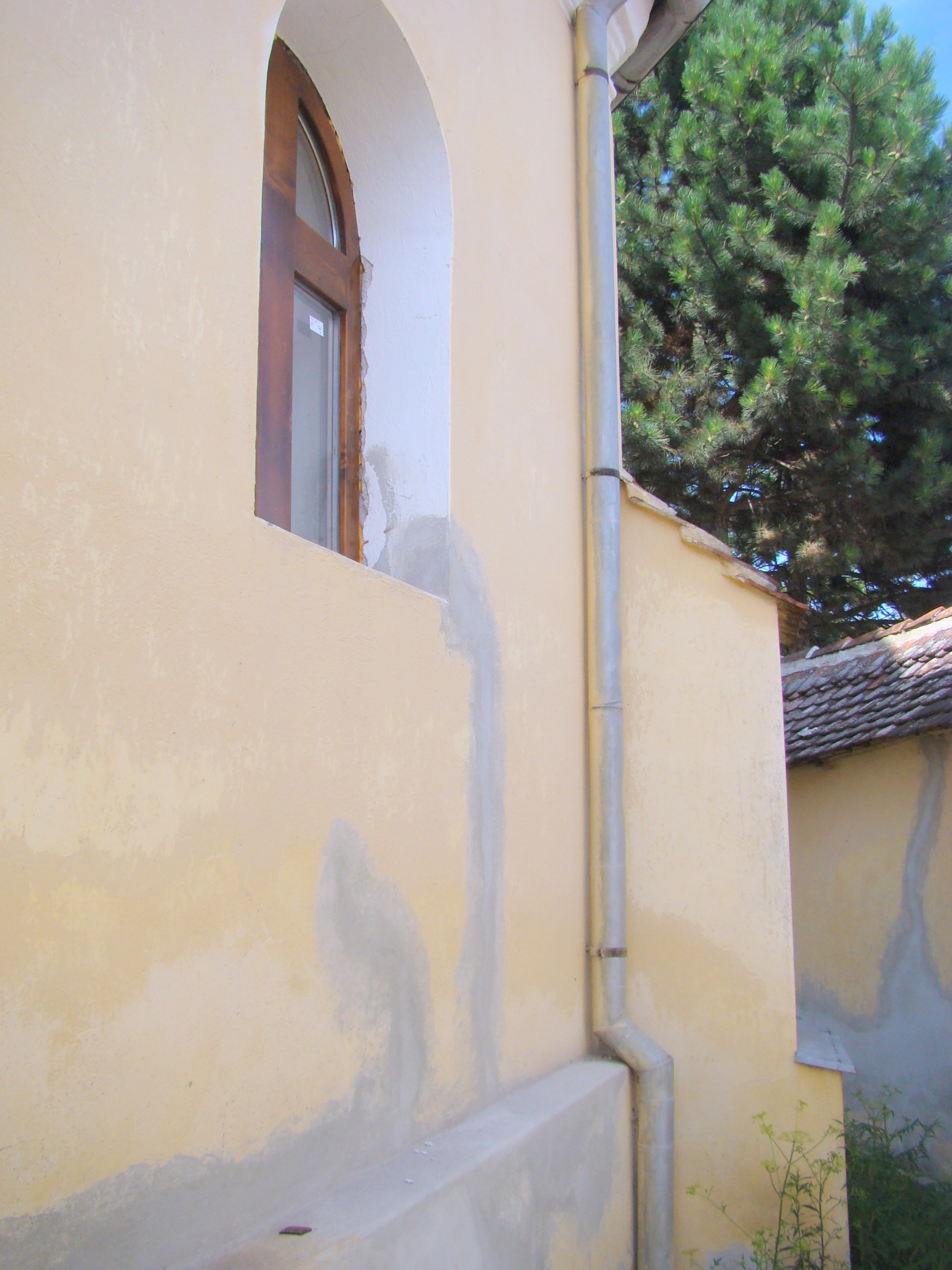
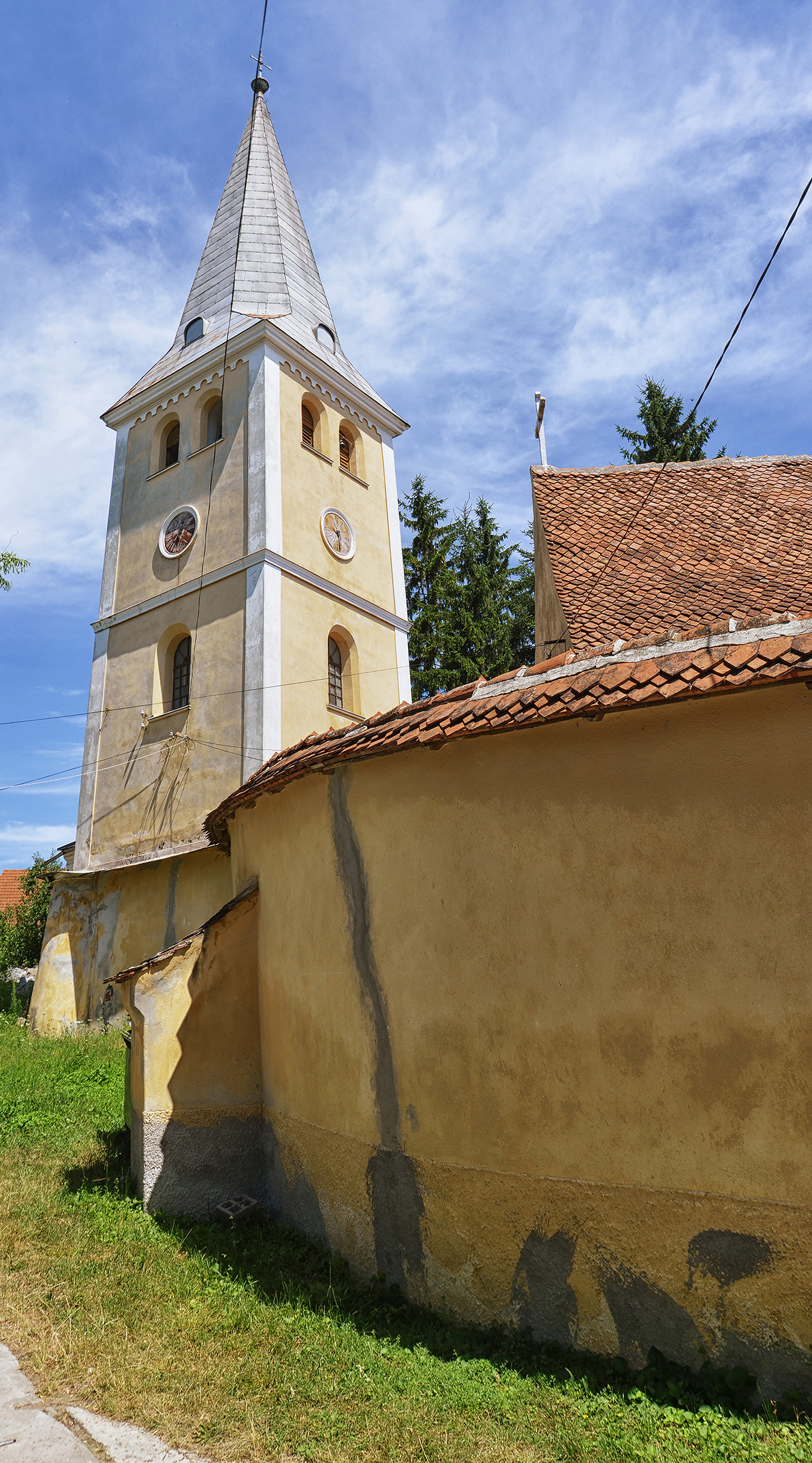
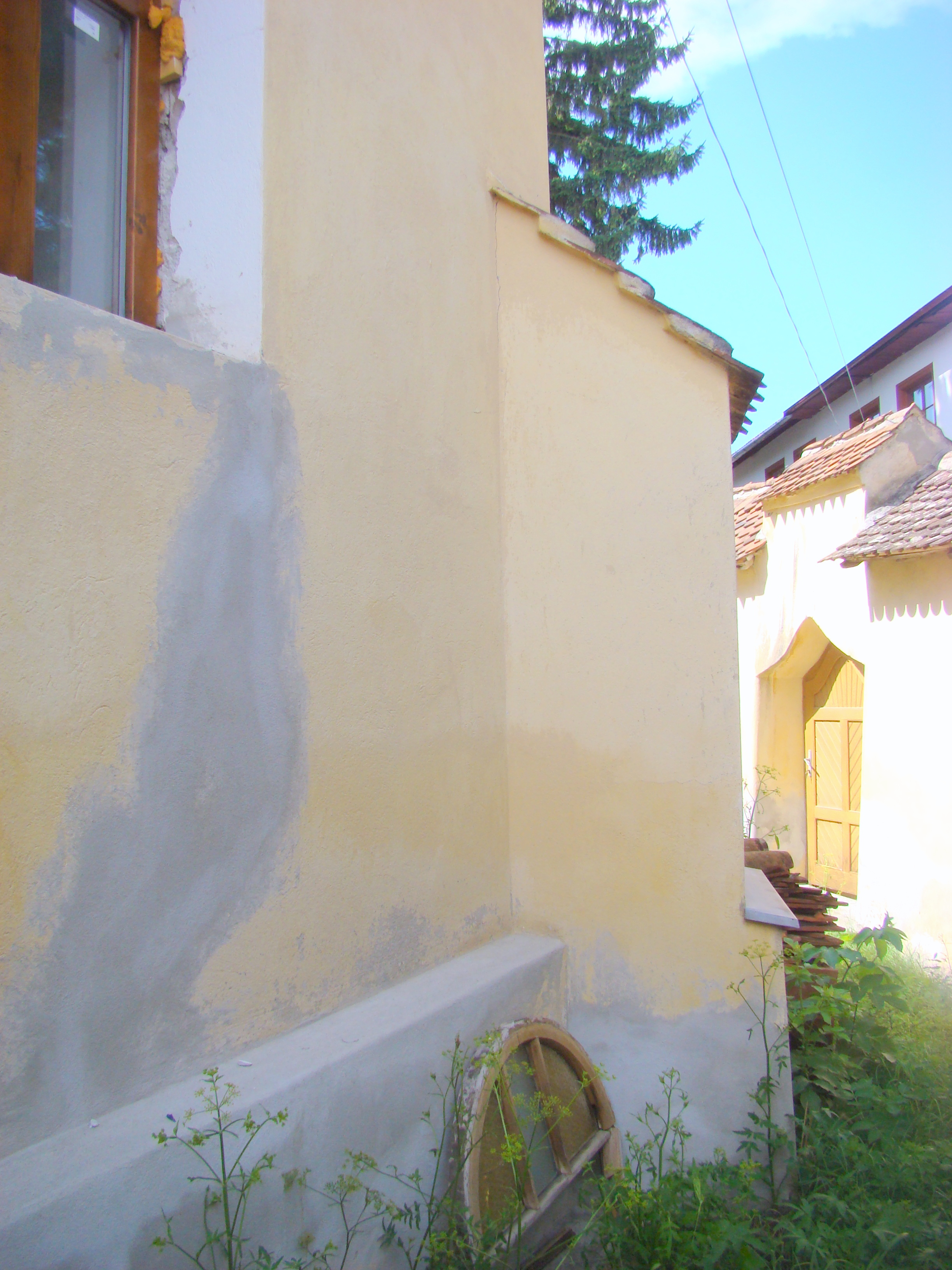
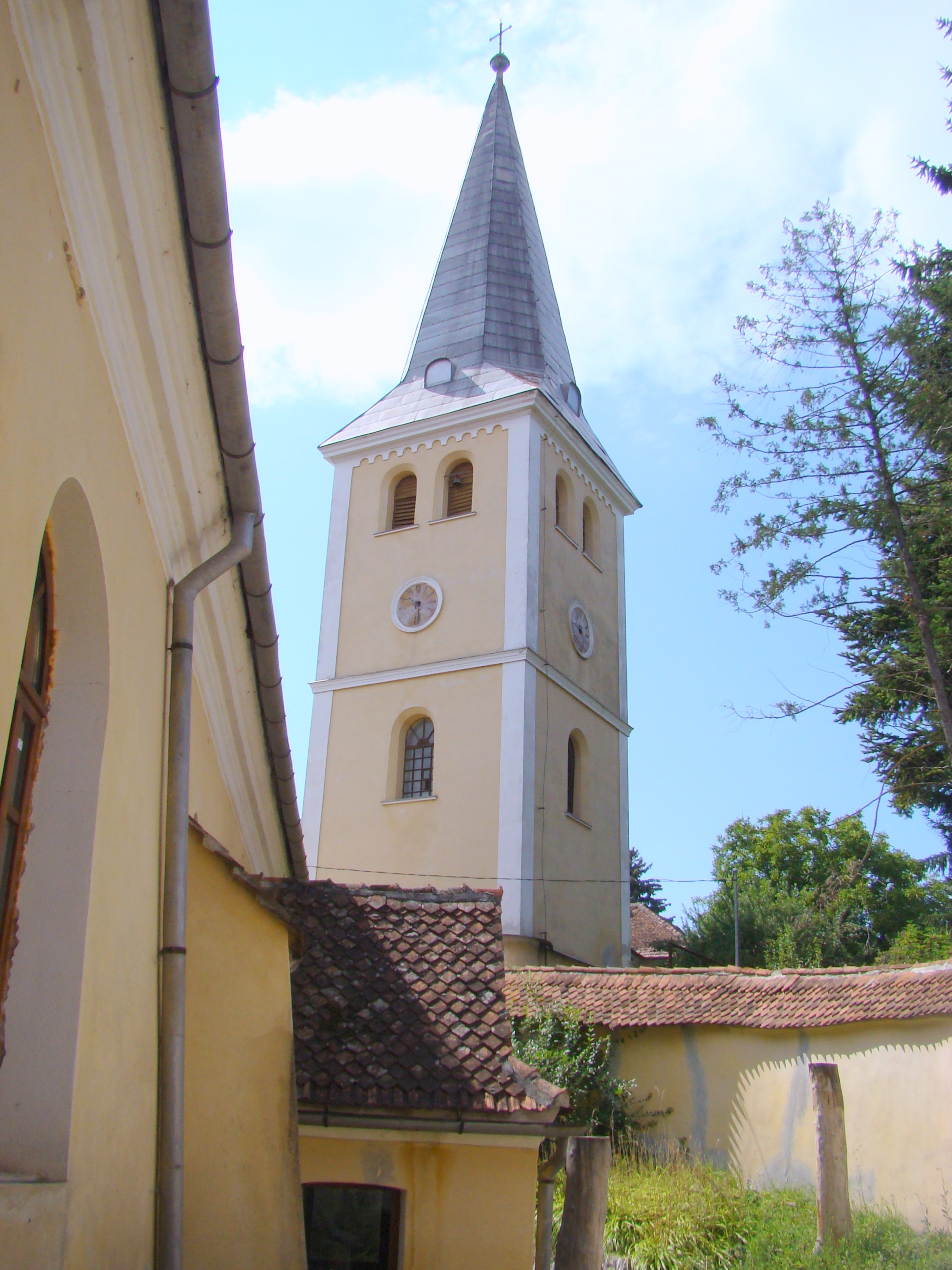
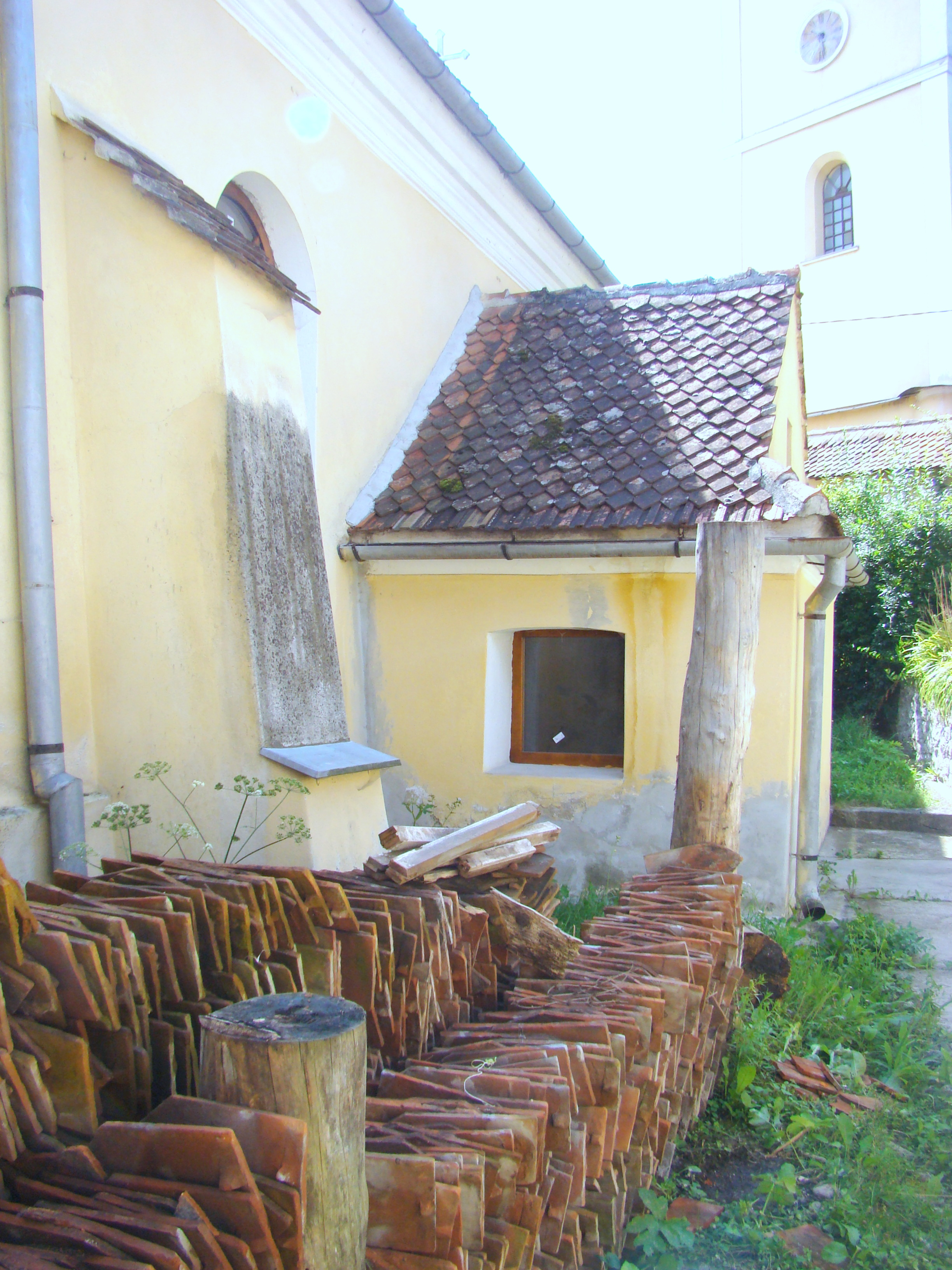
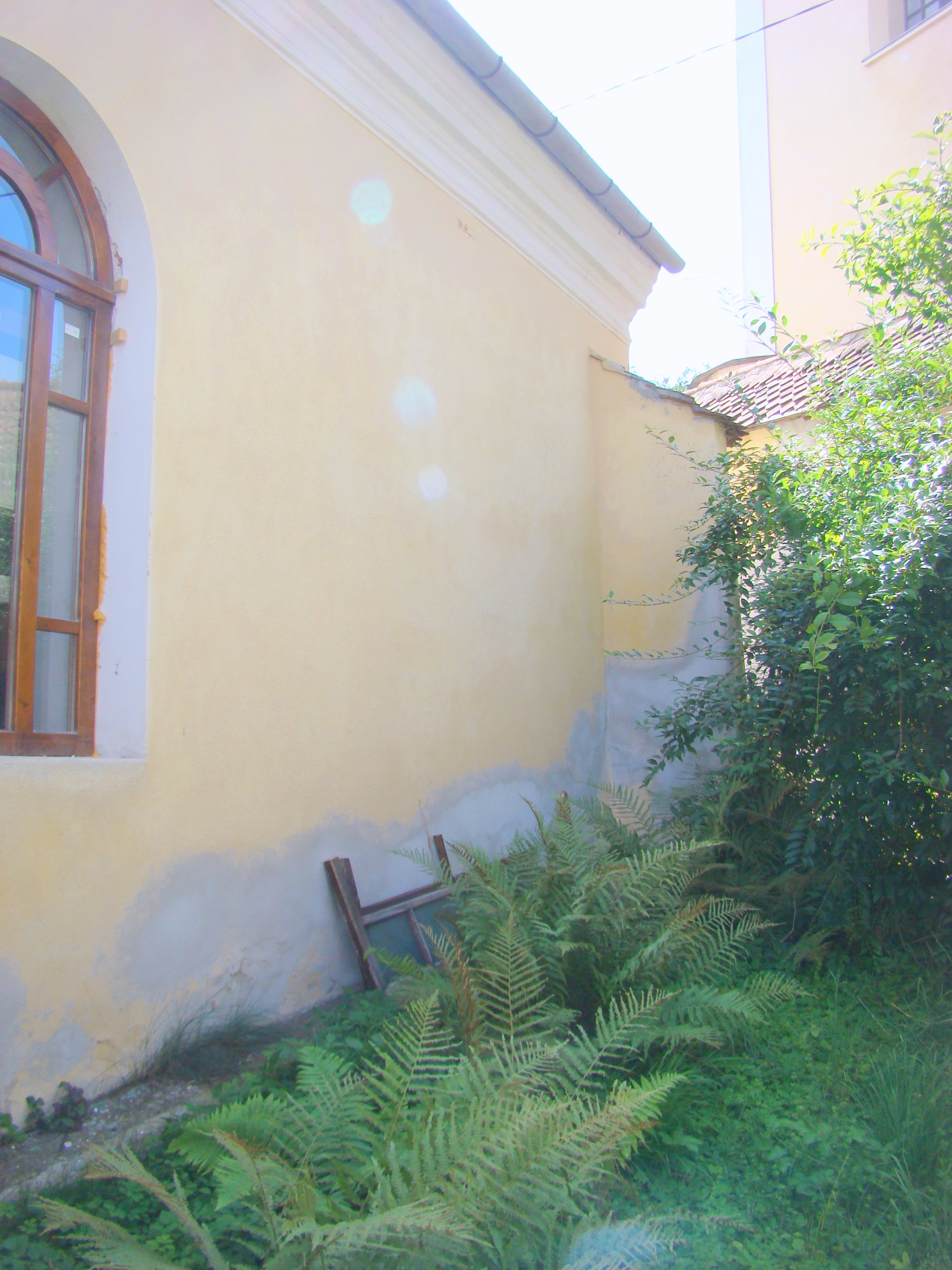
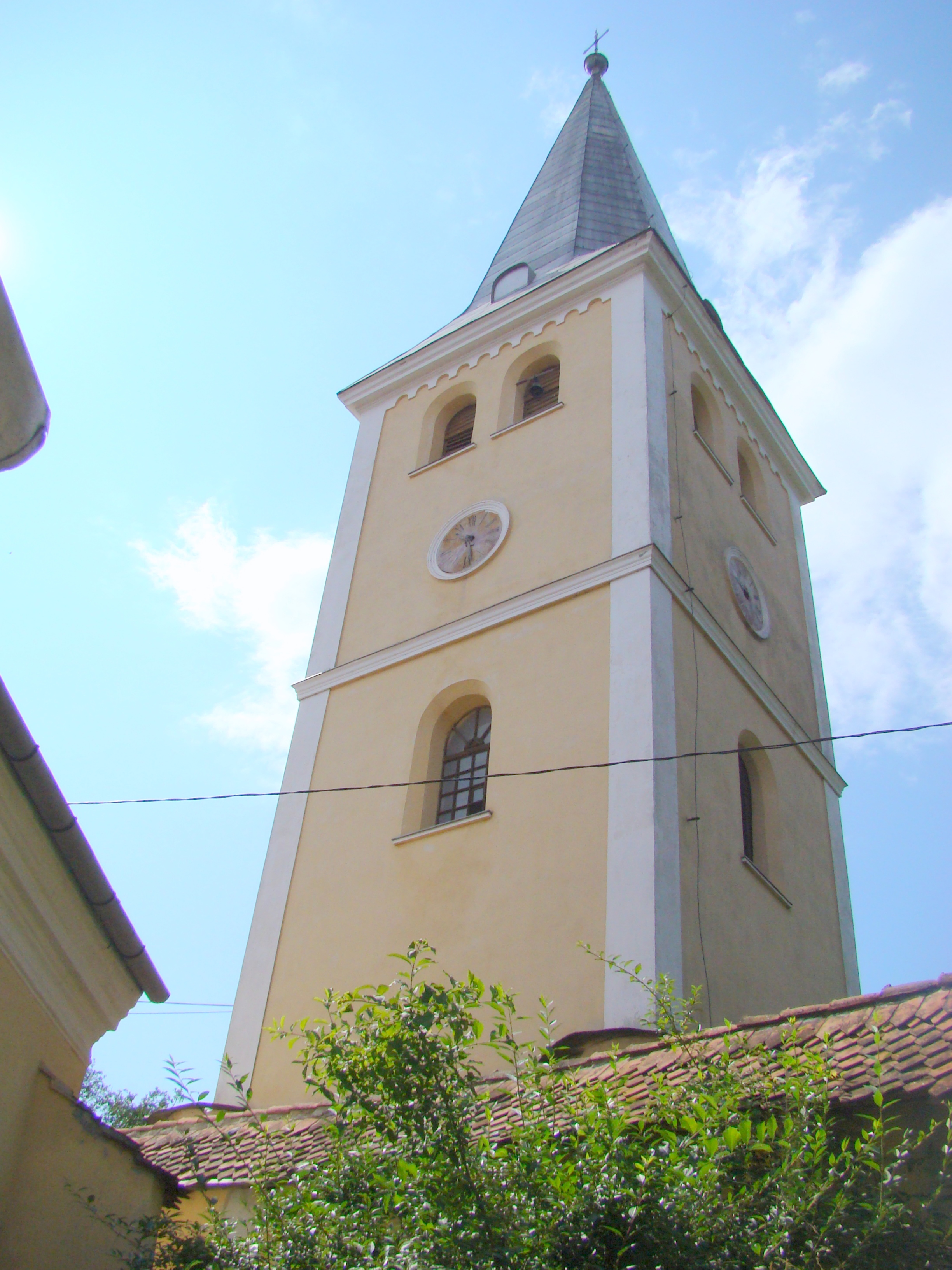
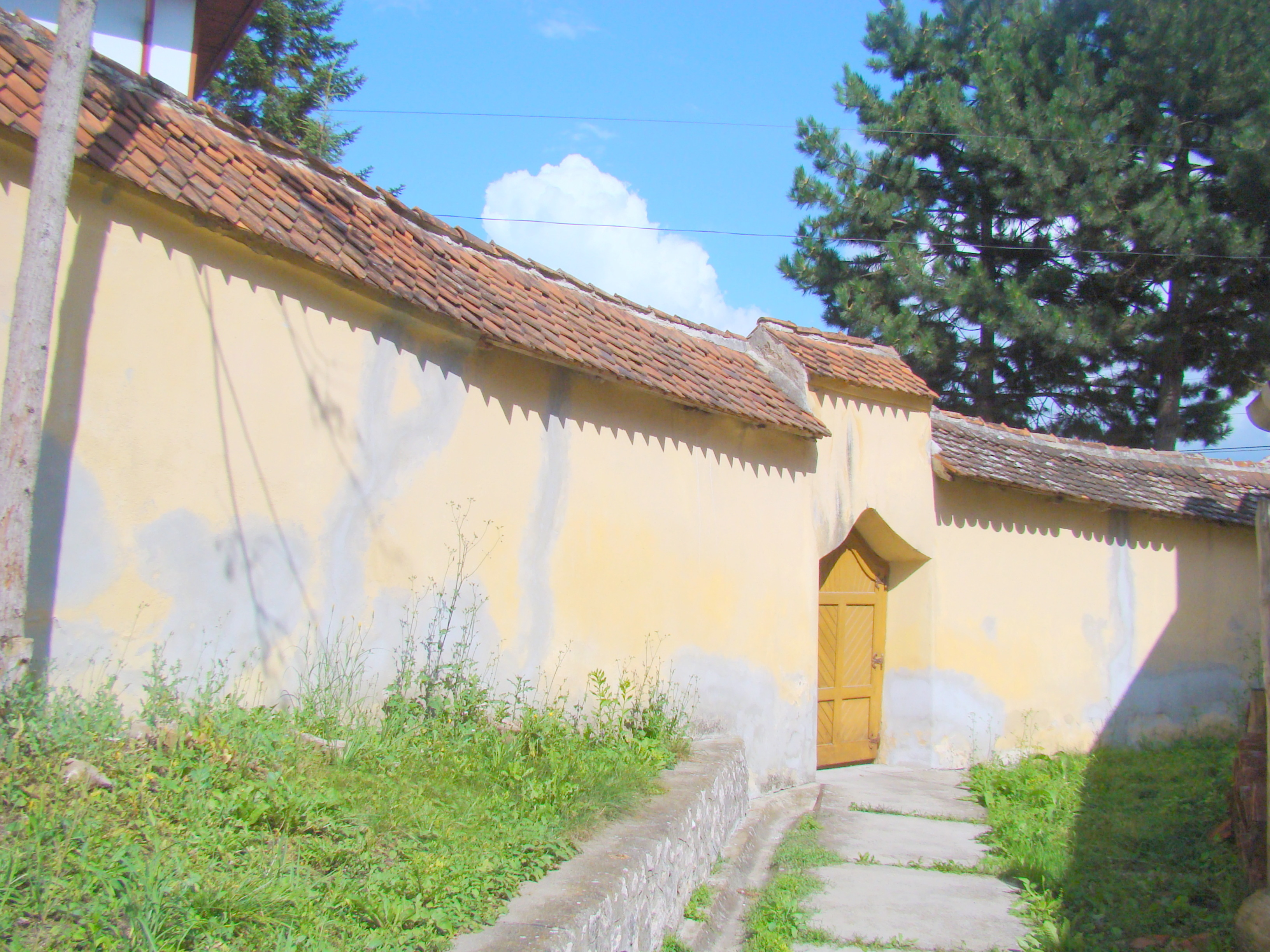
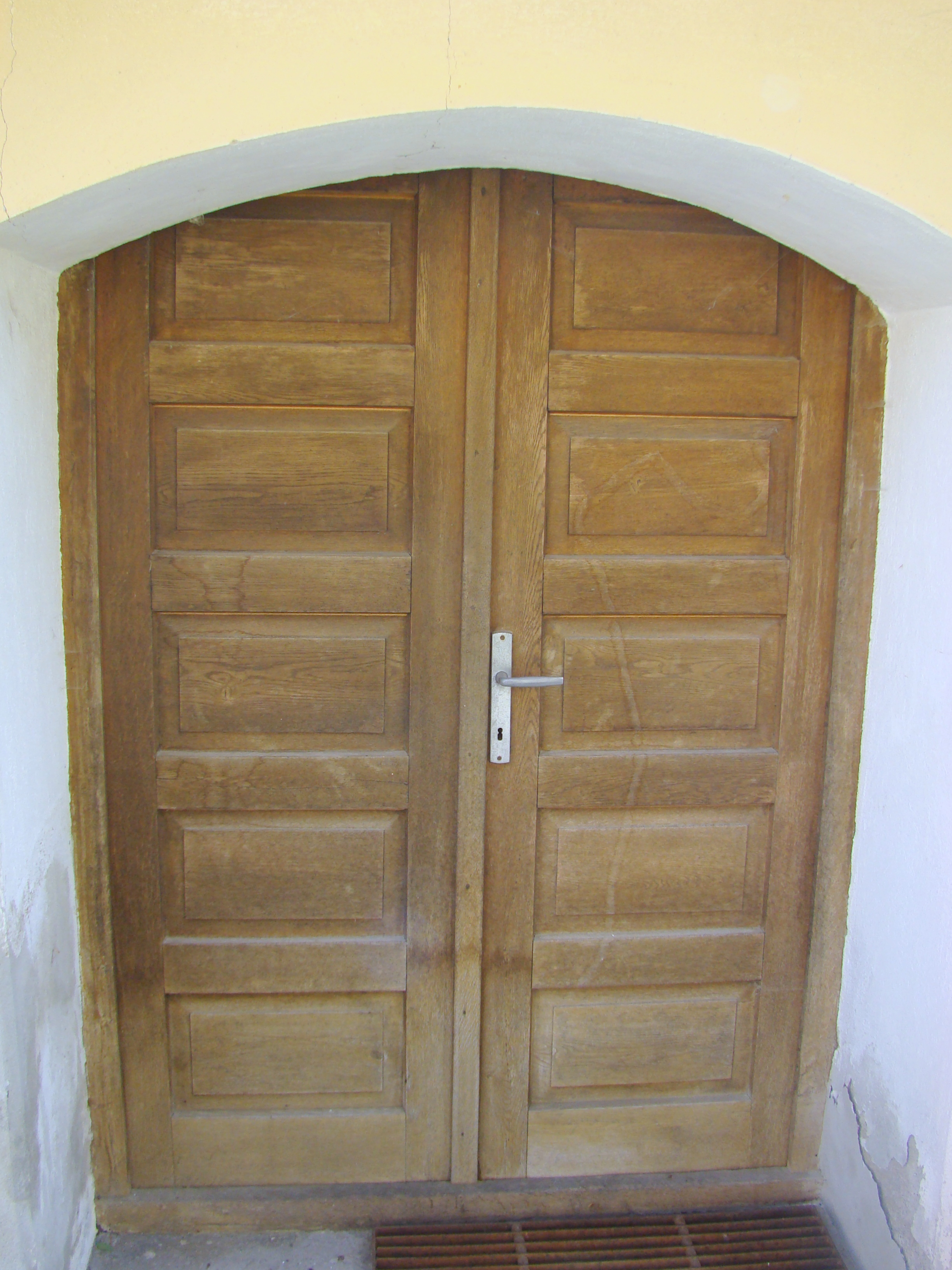
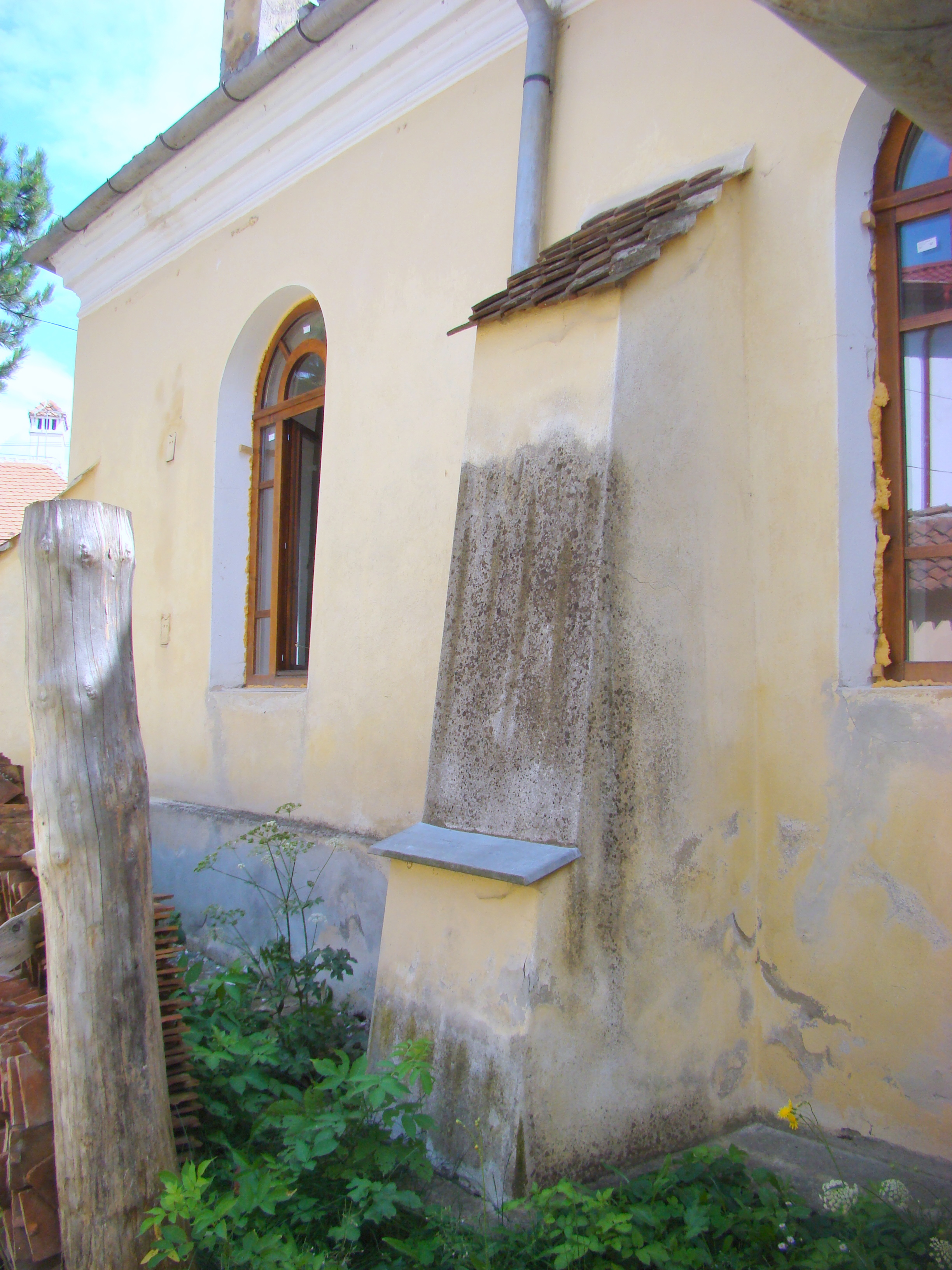
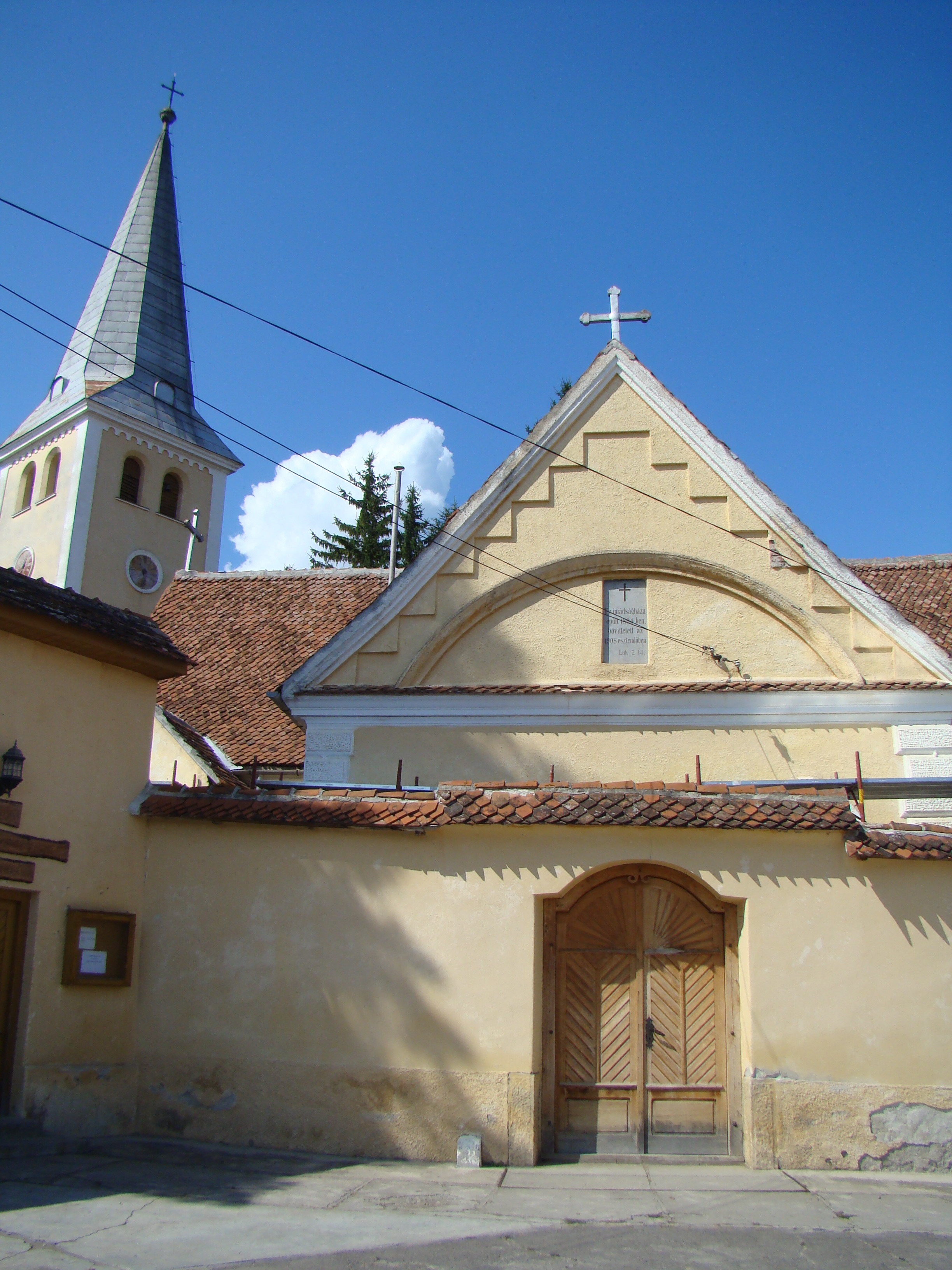
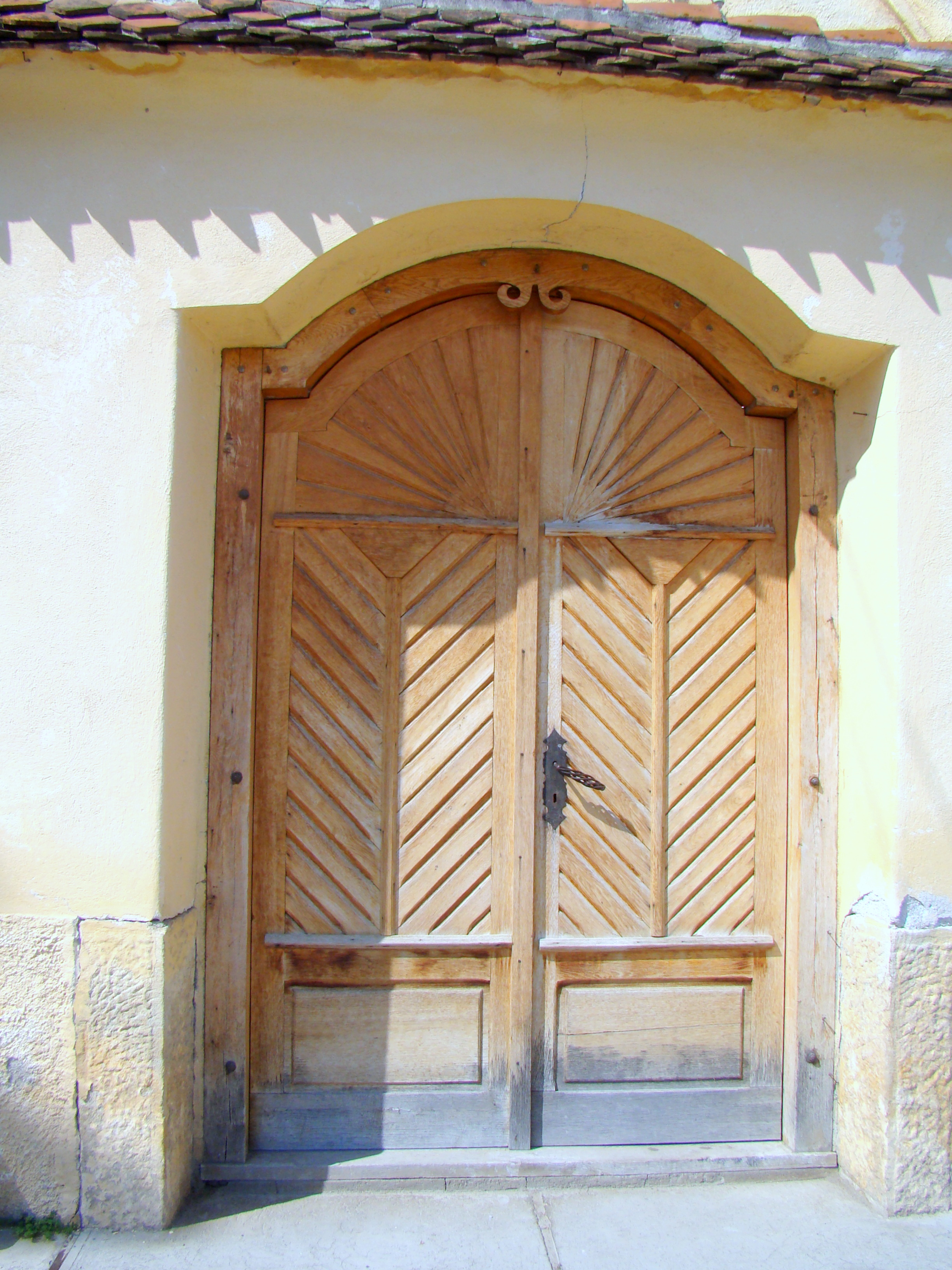
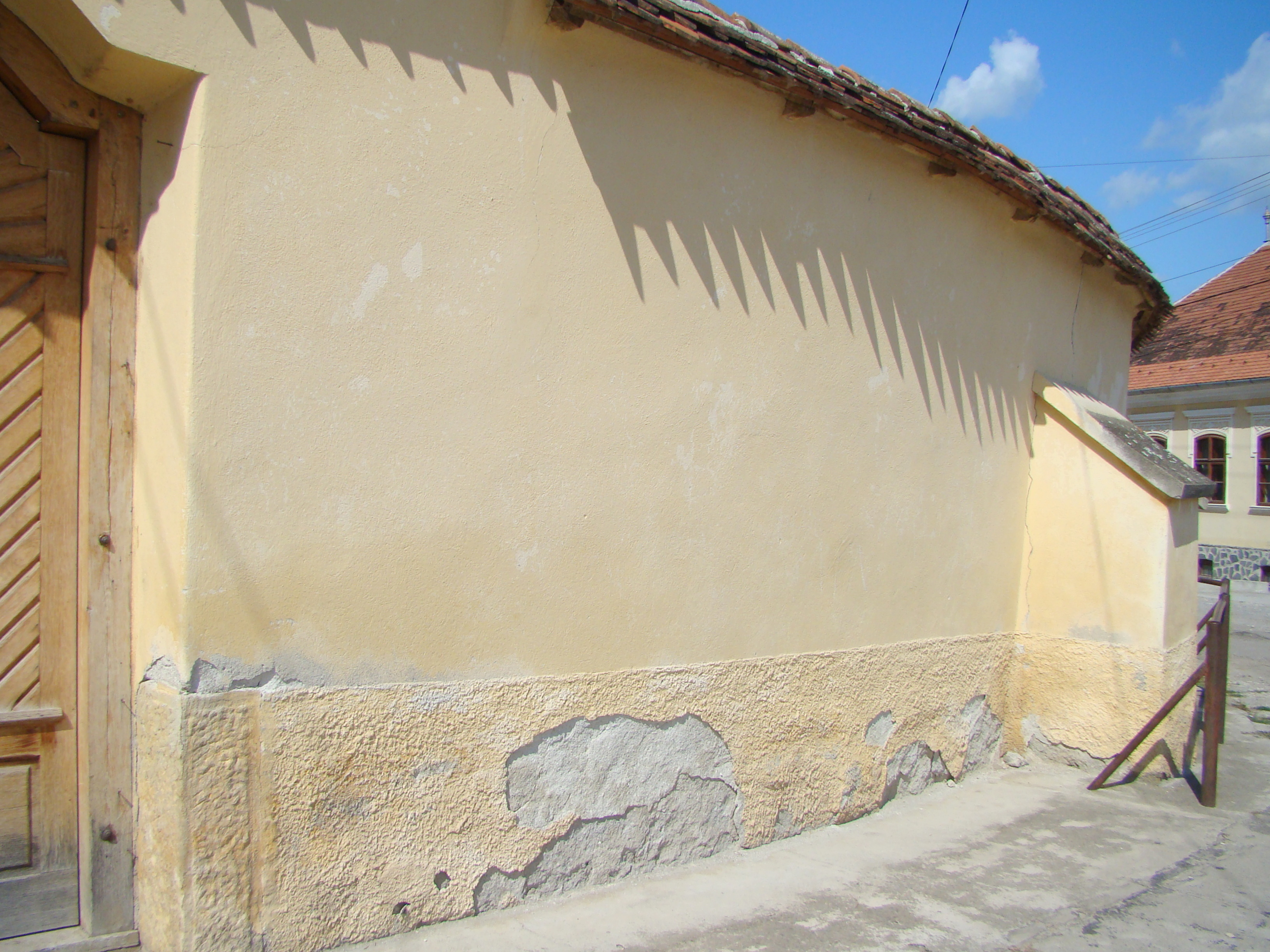

## Vezi și
- Apața, Brașov

## Imagini din interior

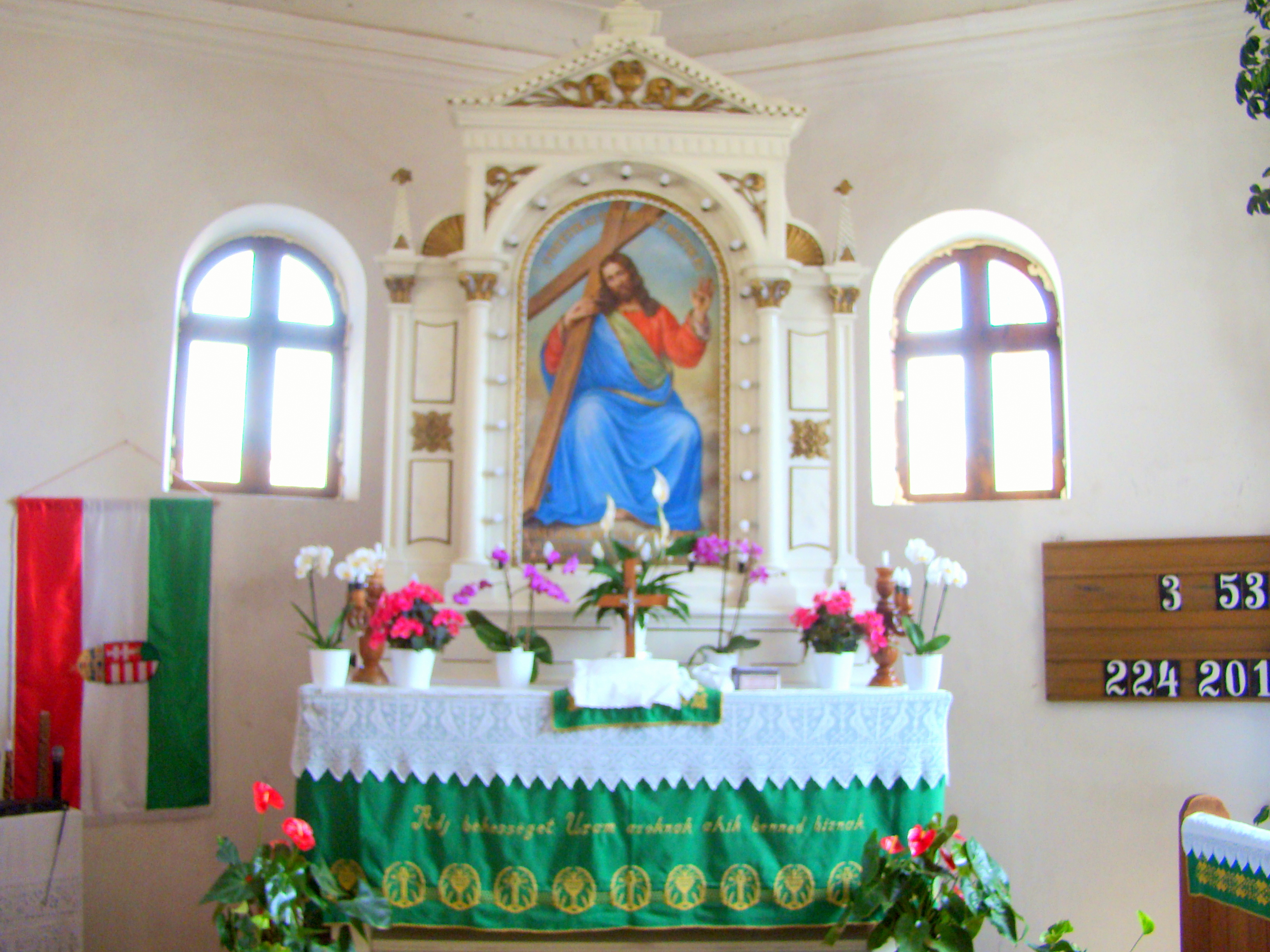
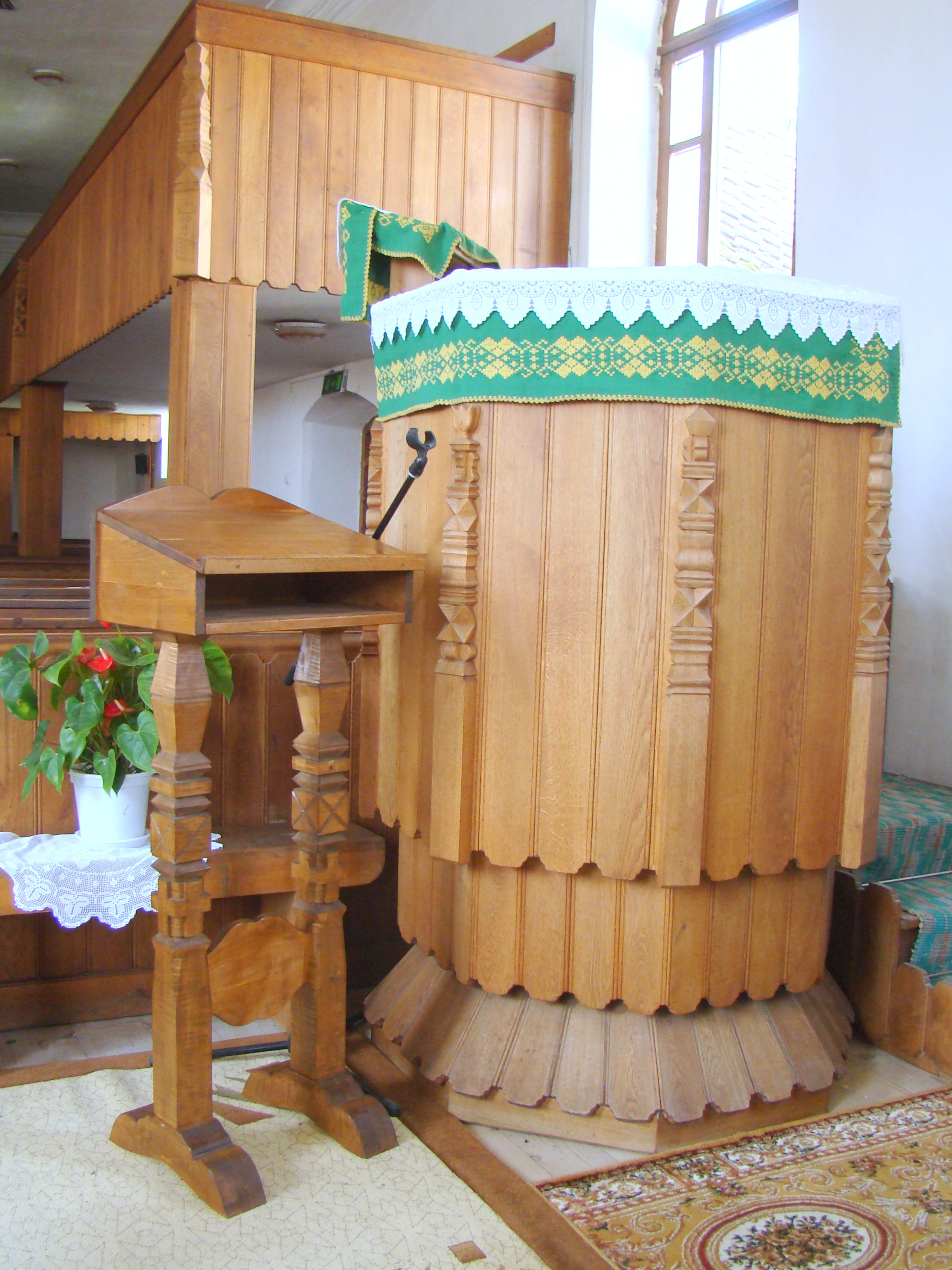
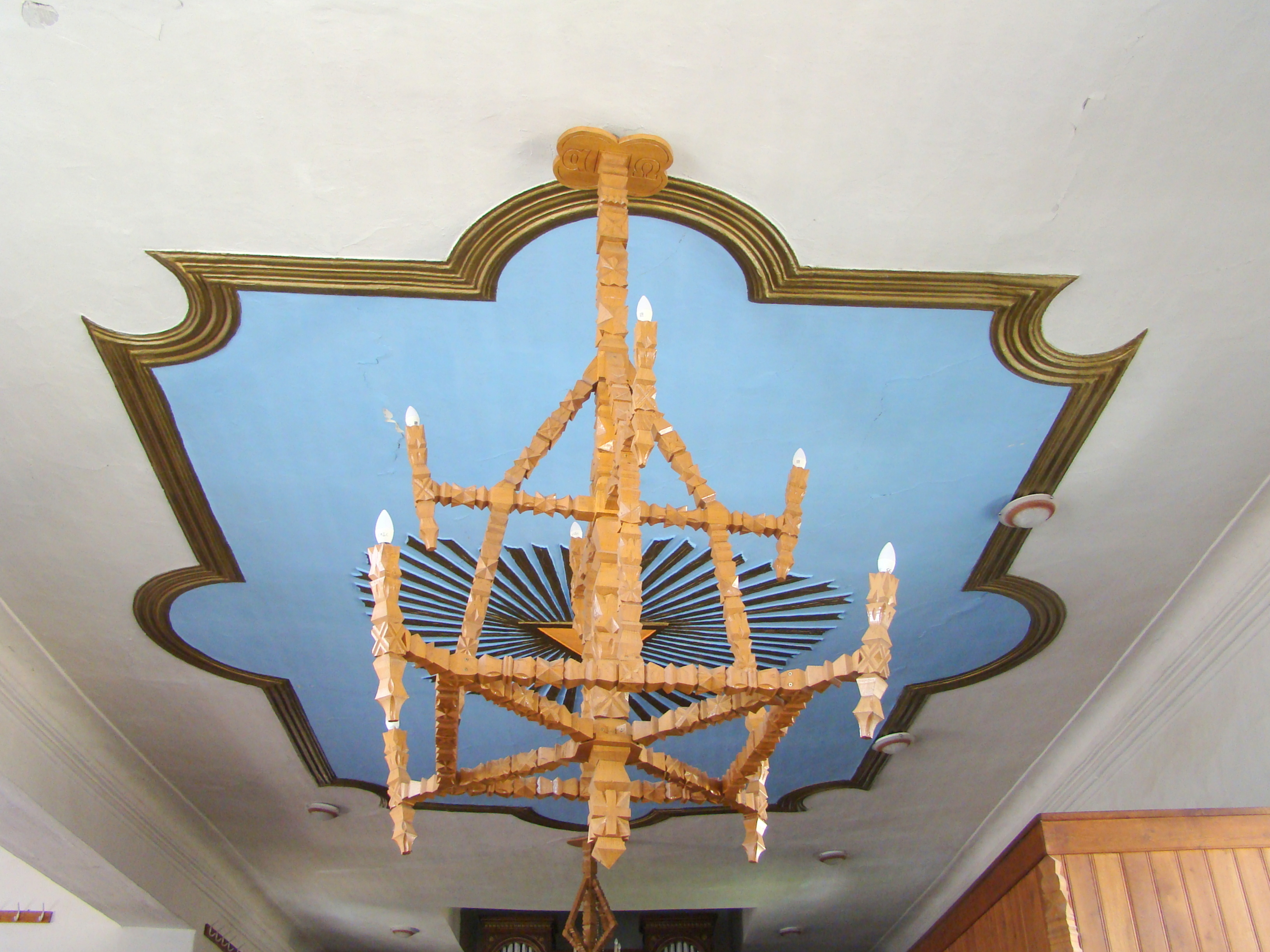
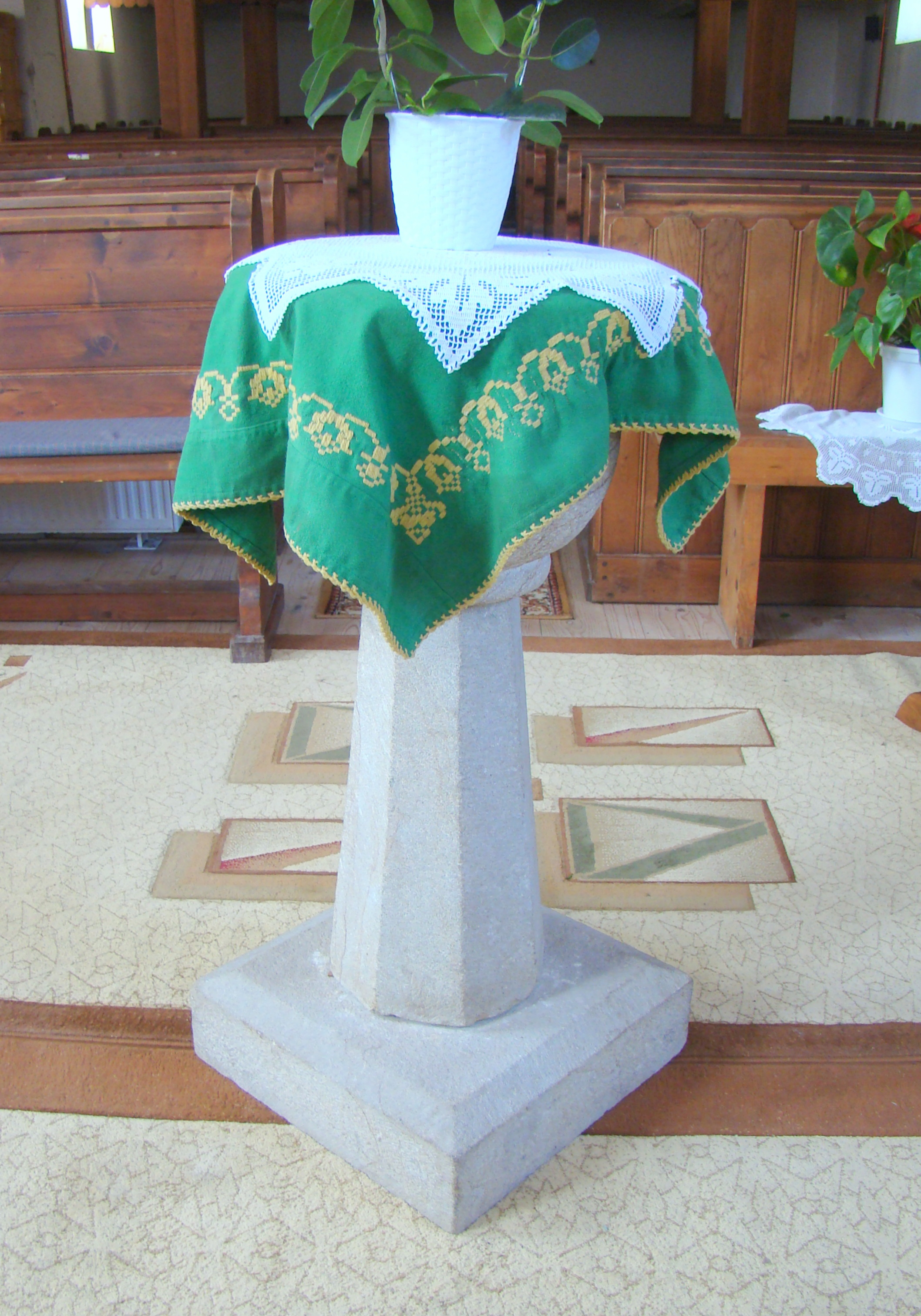
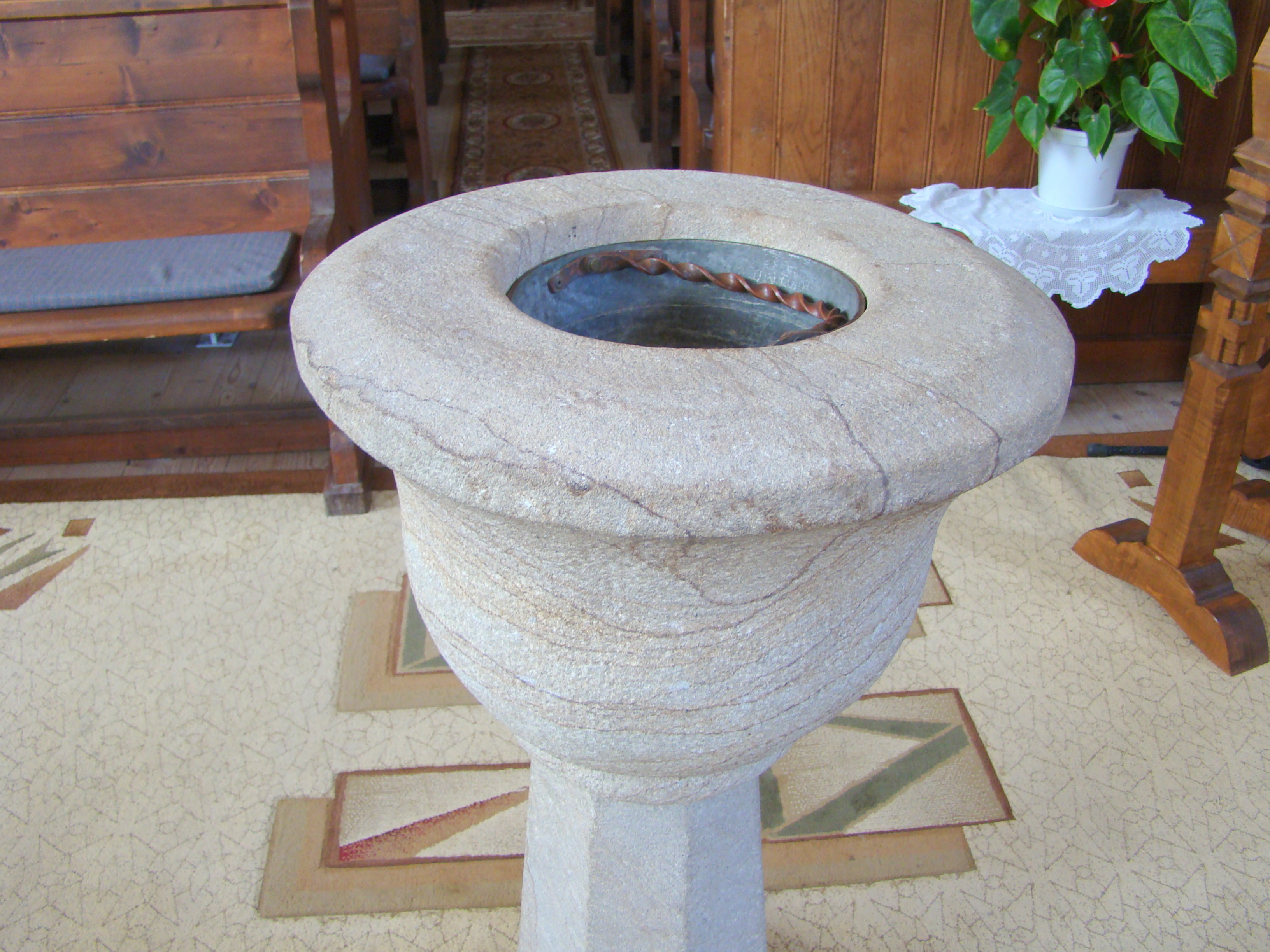
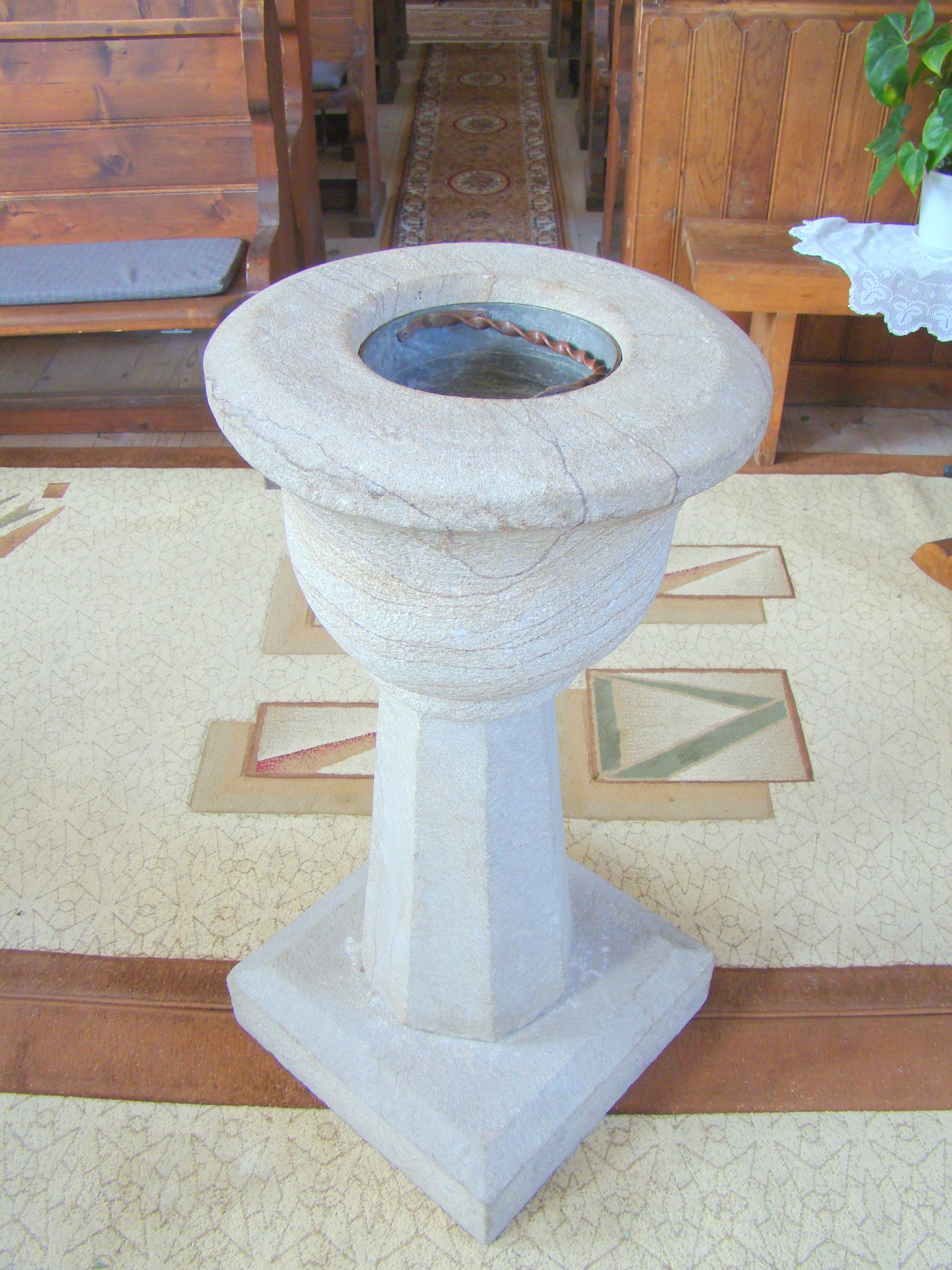
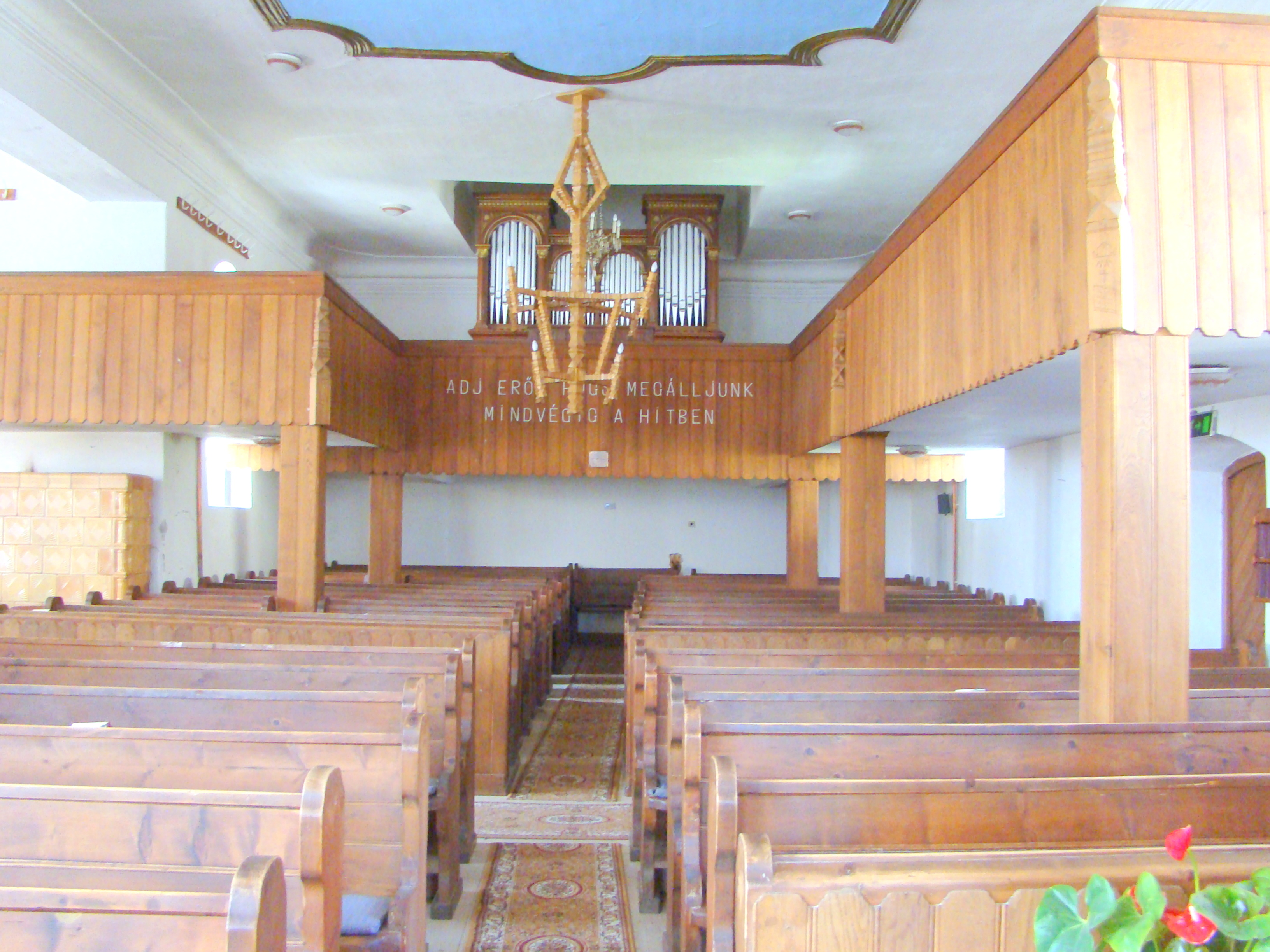
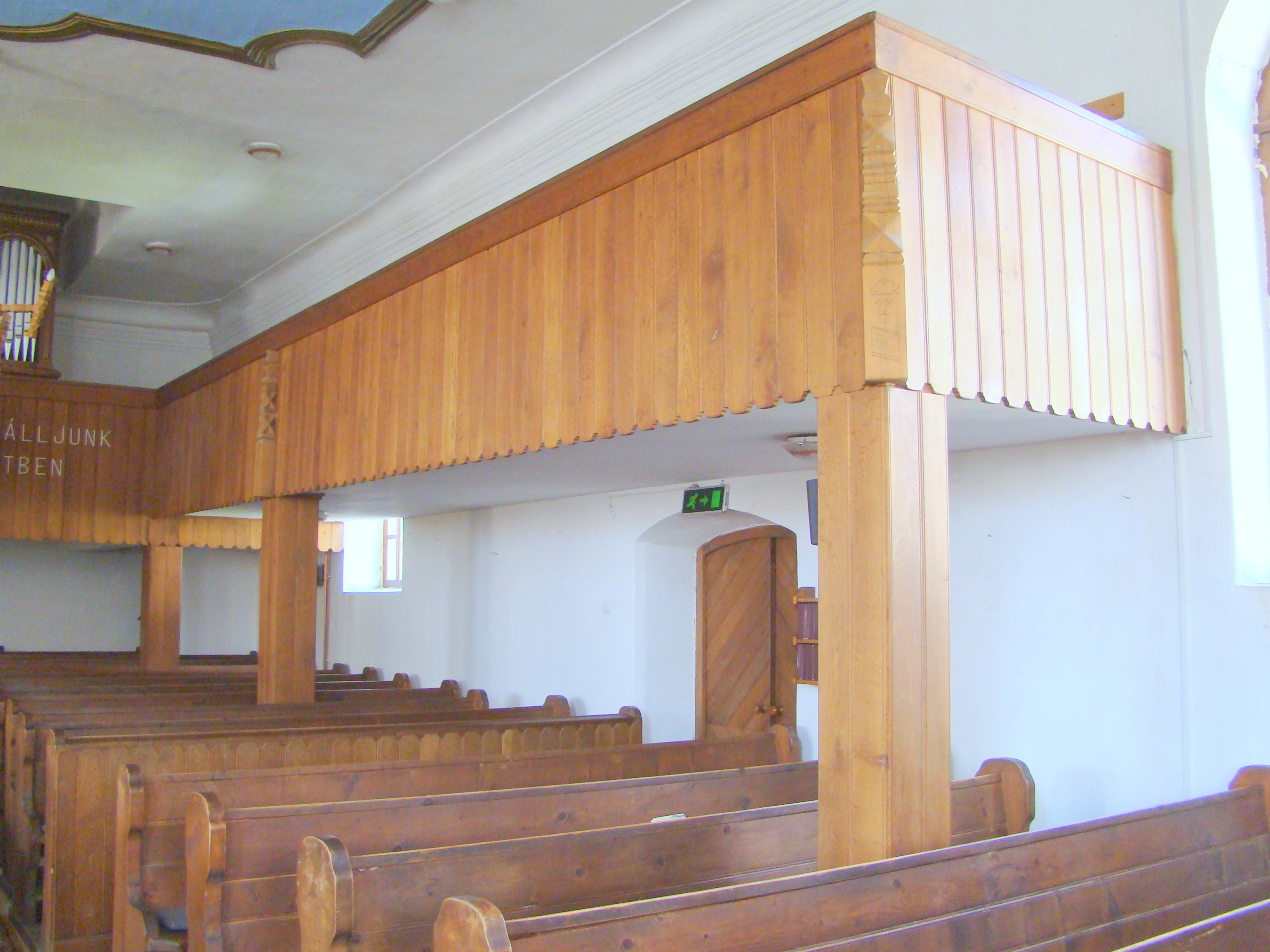
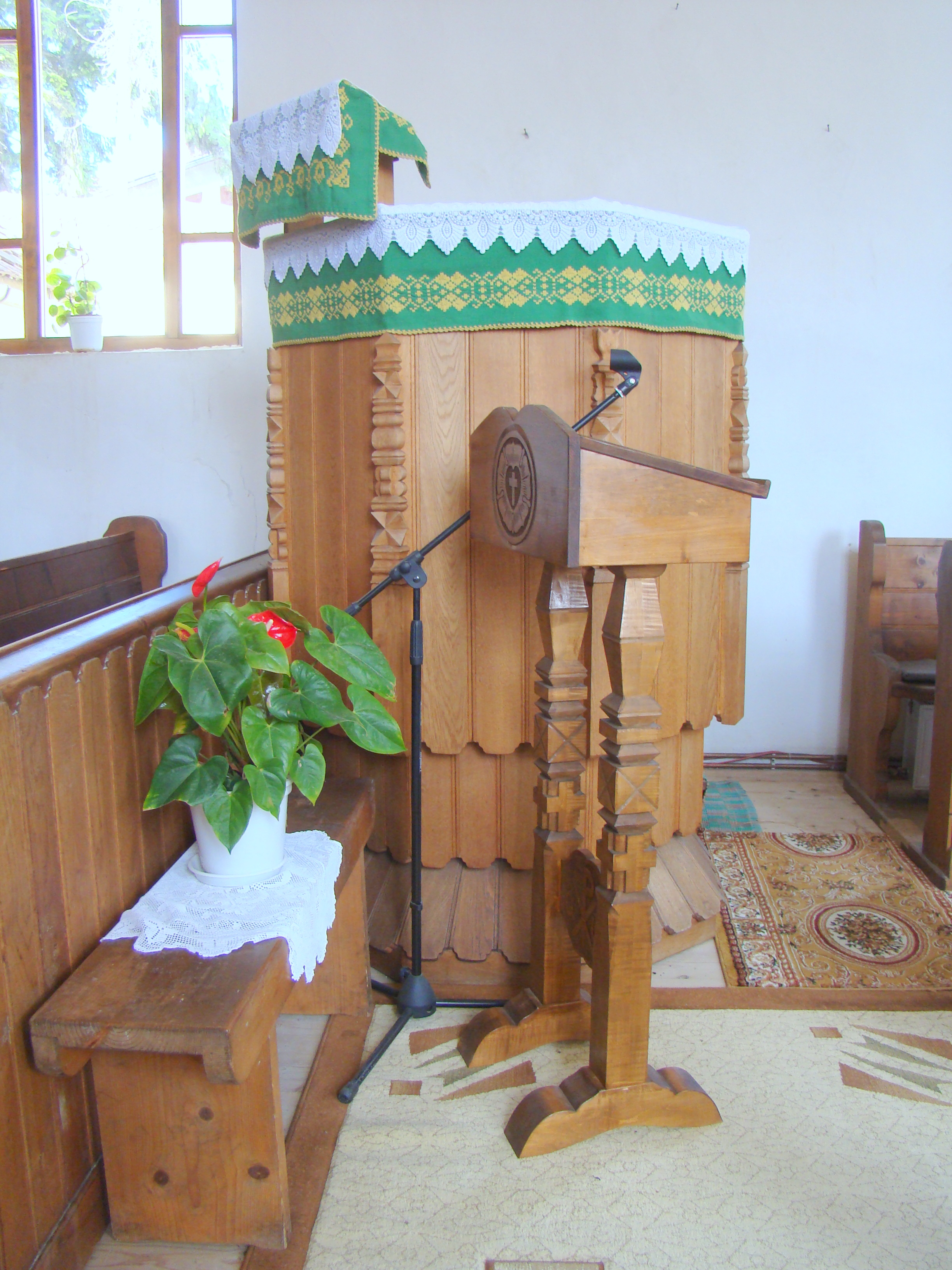
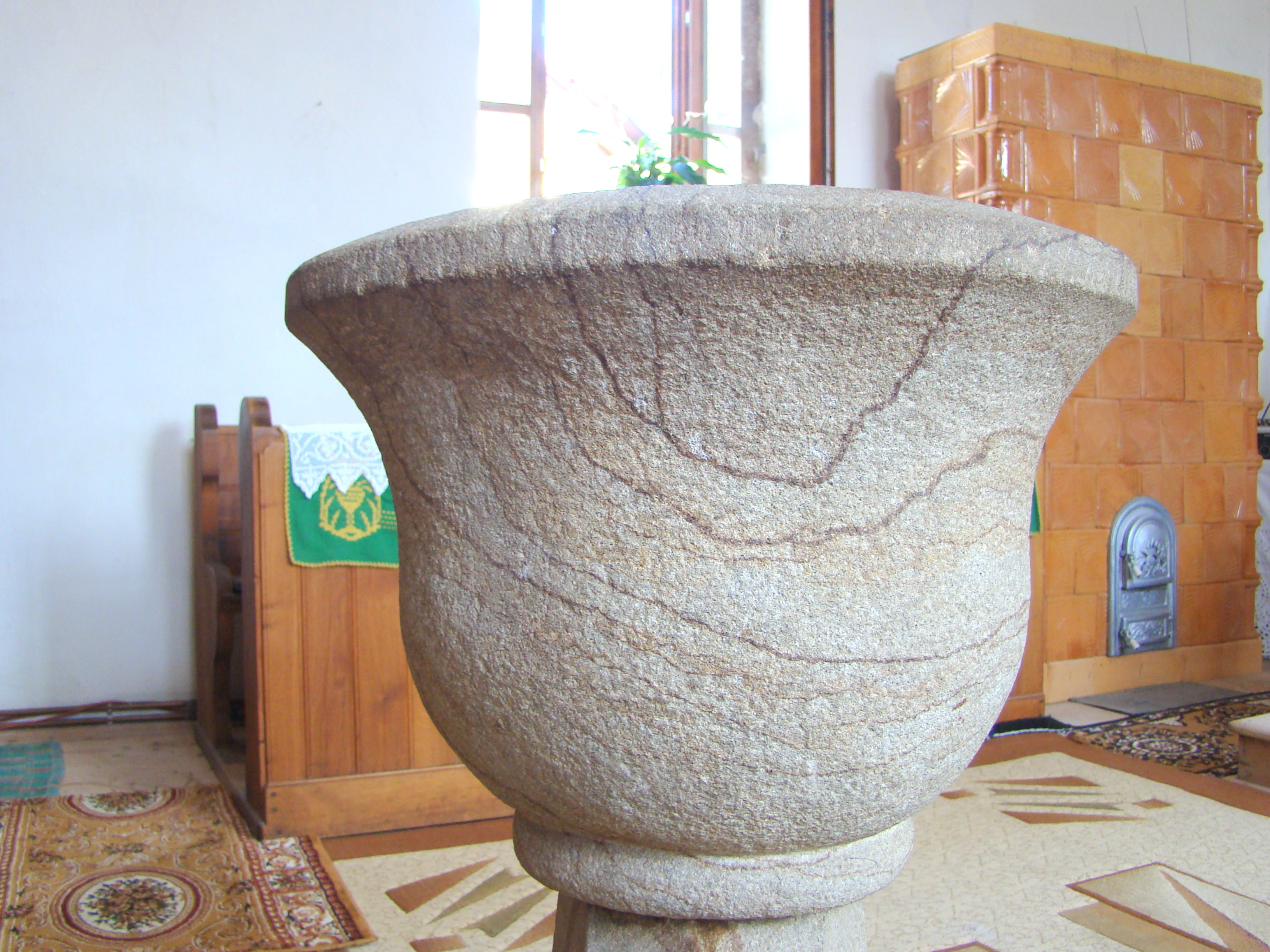
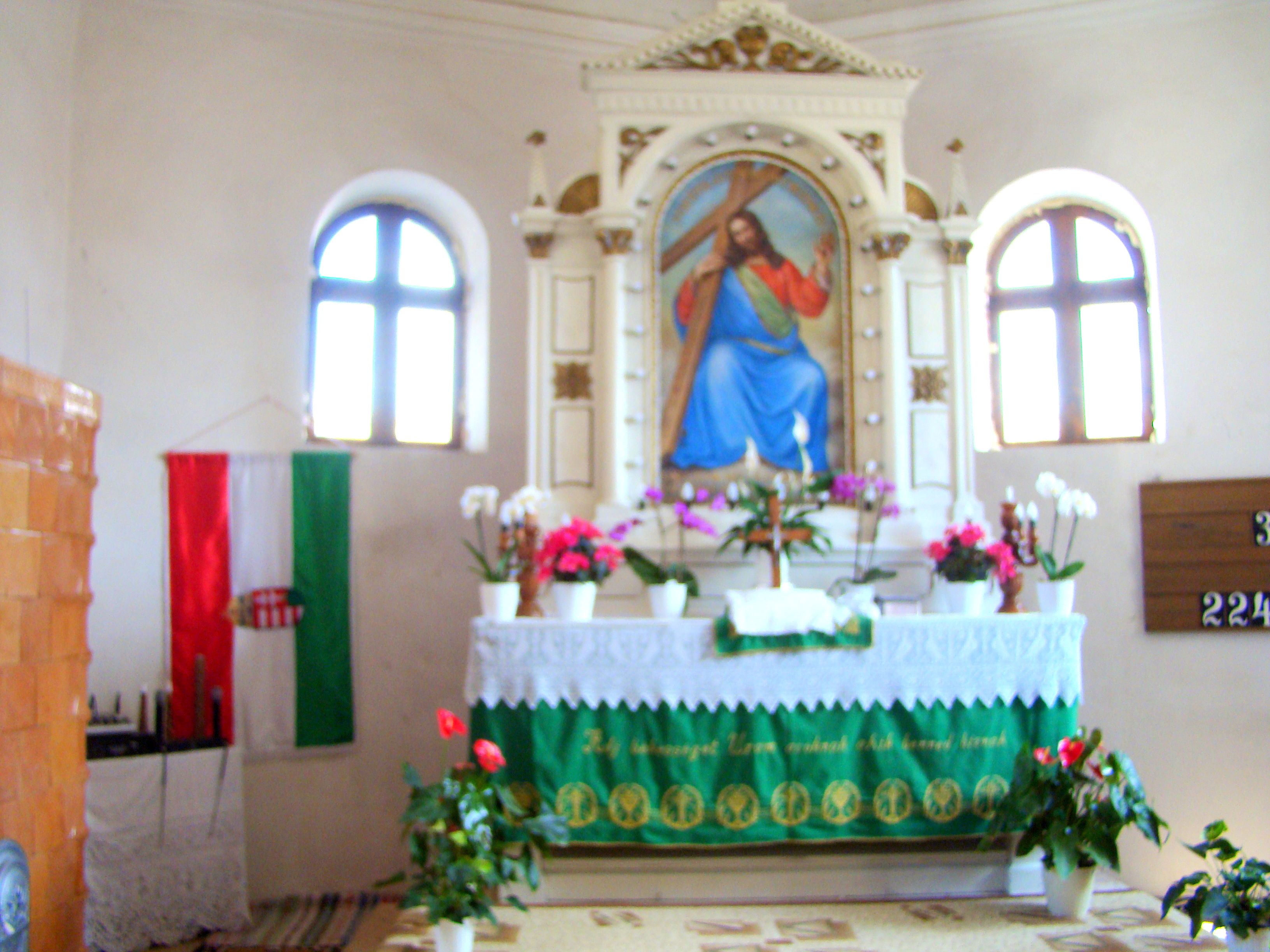
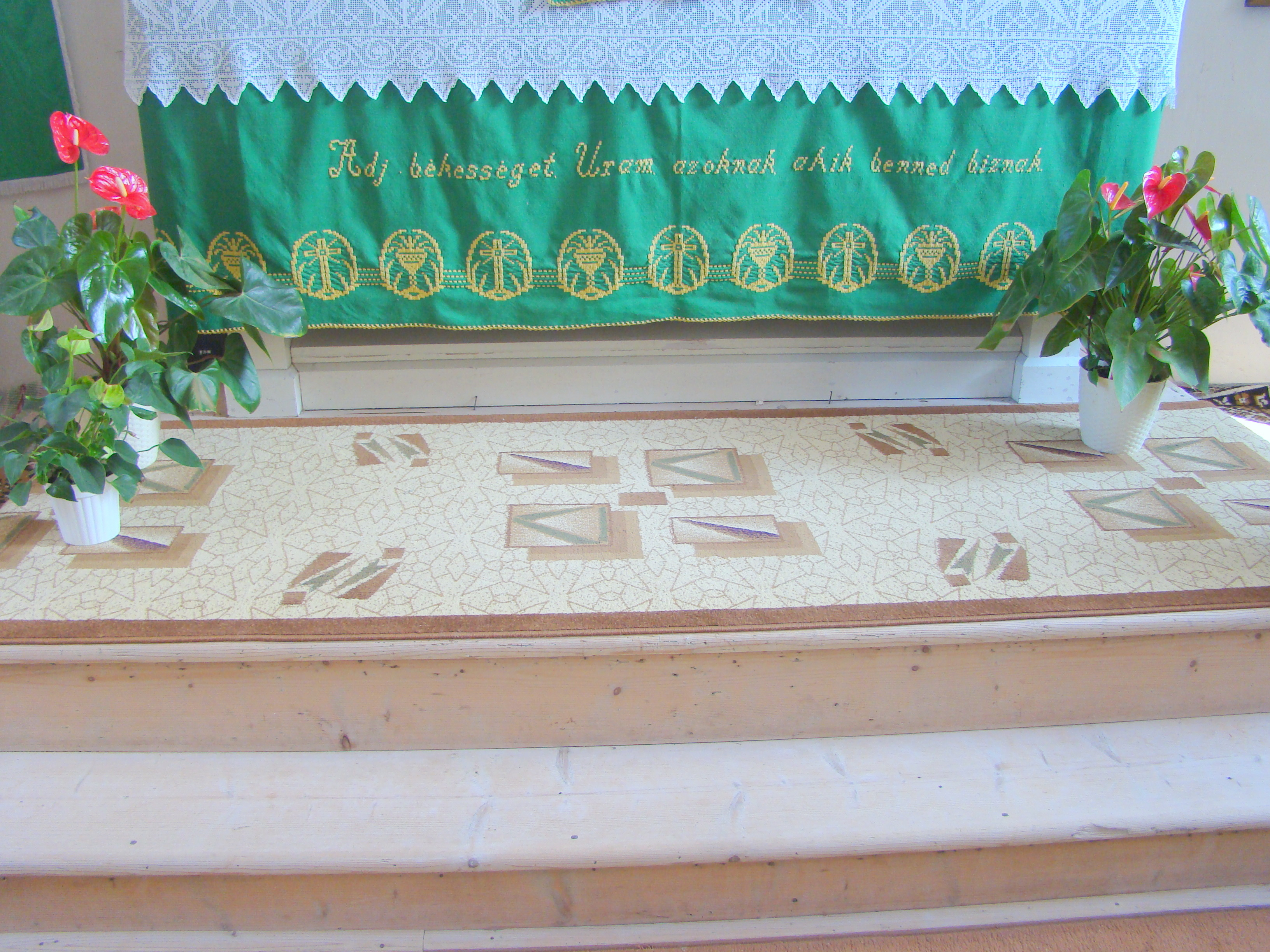
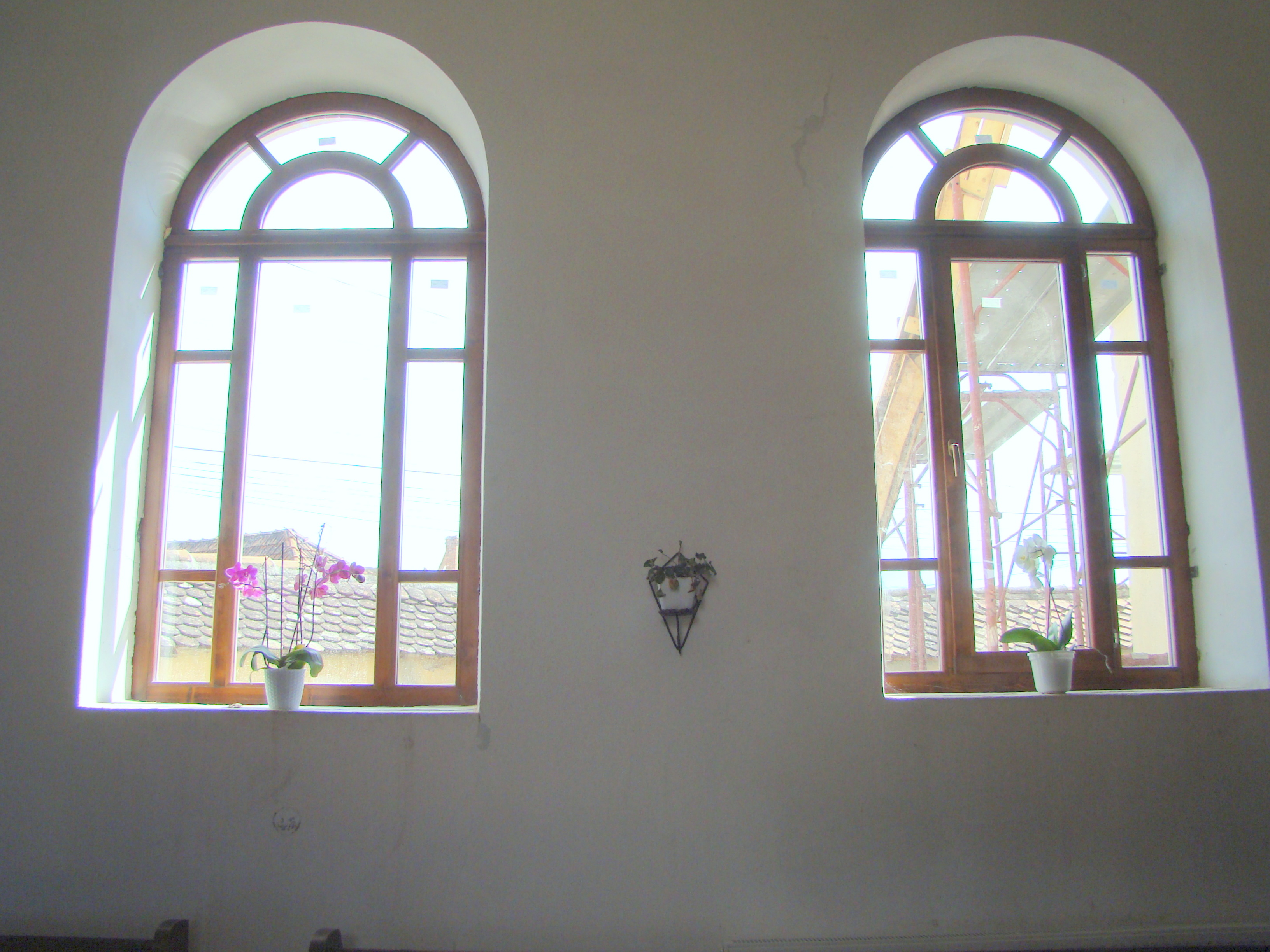
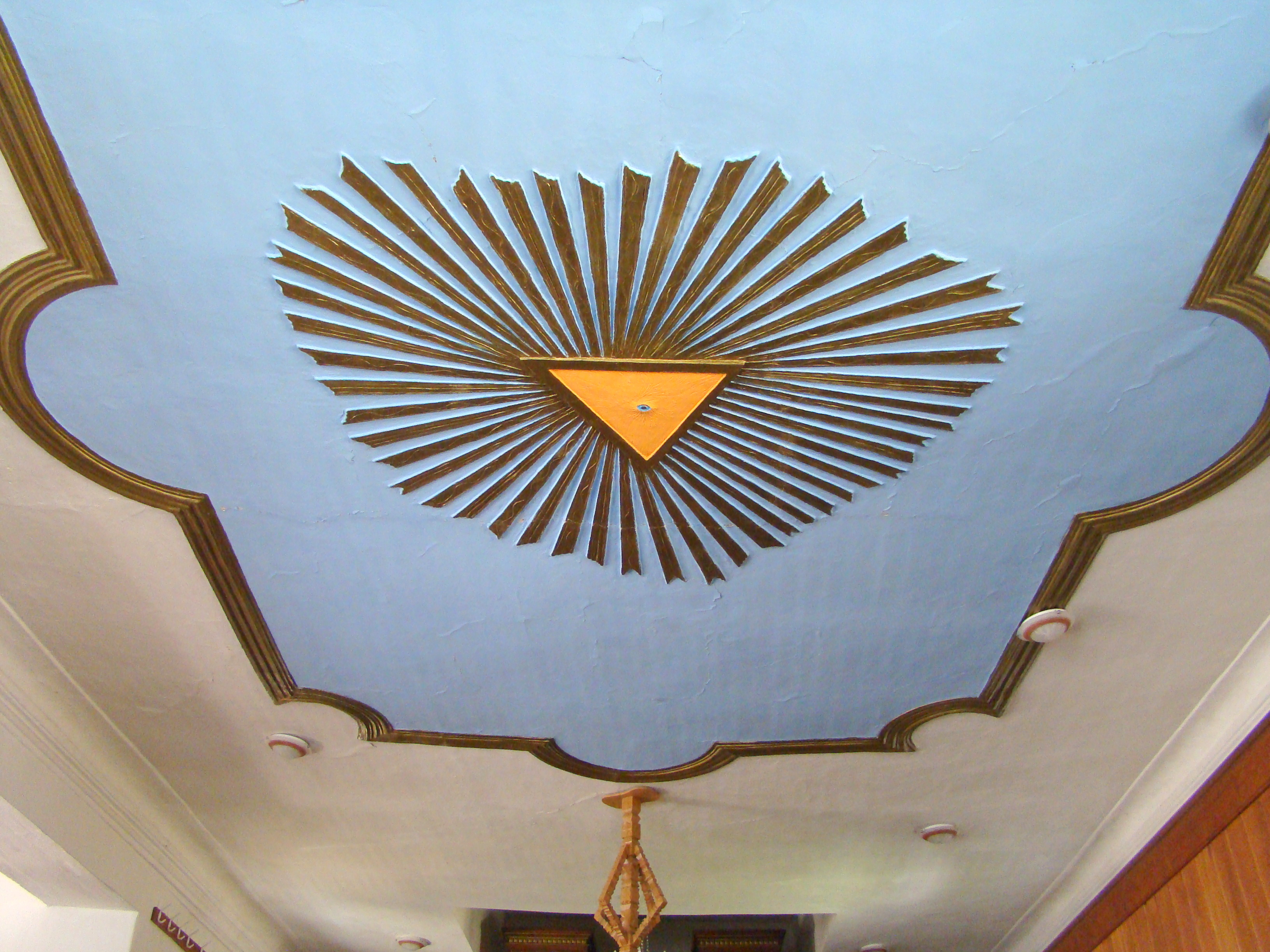
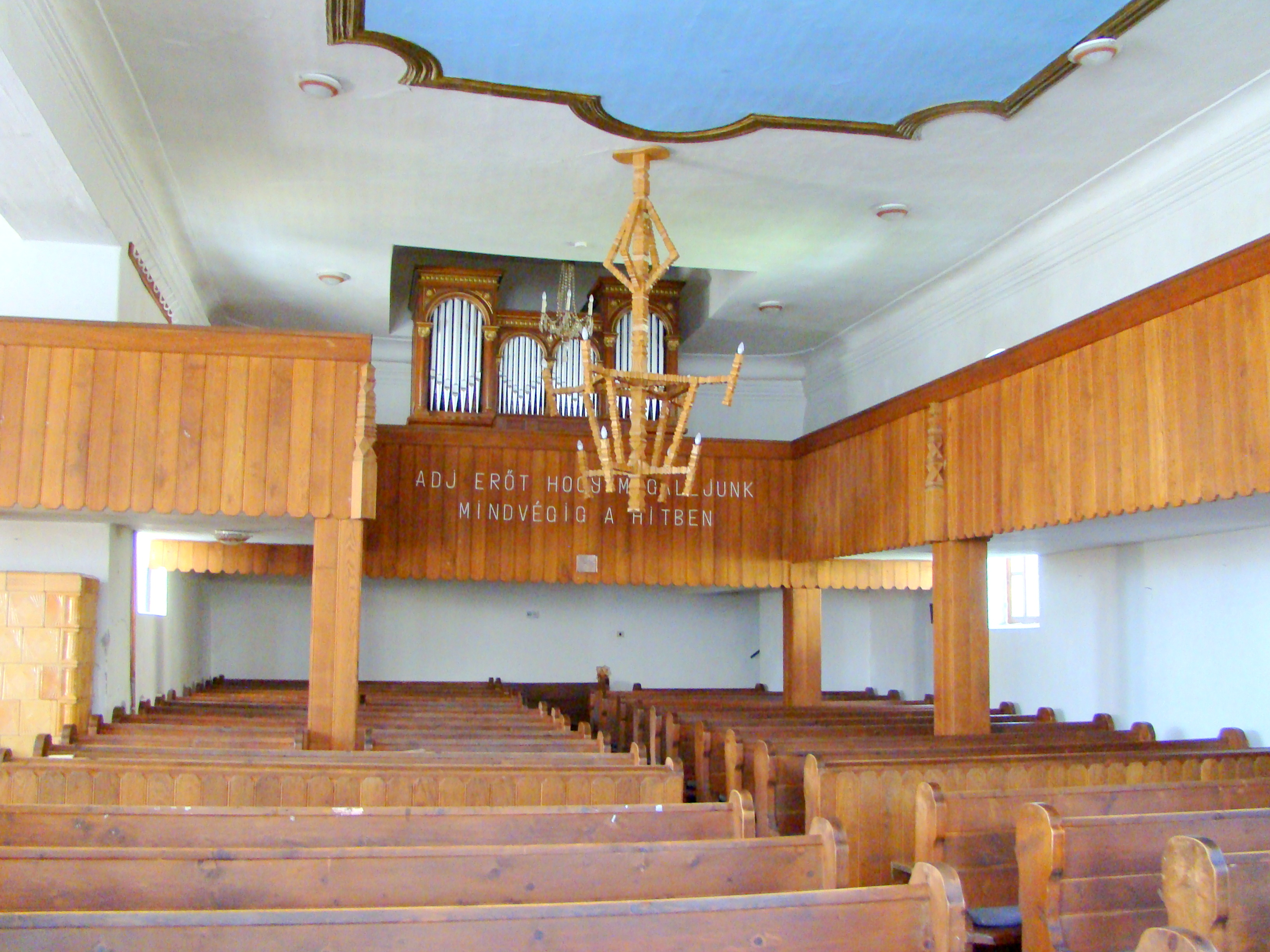
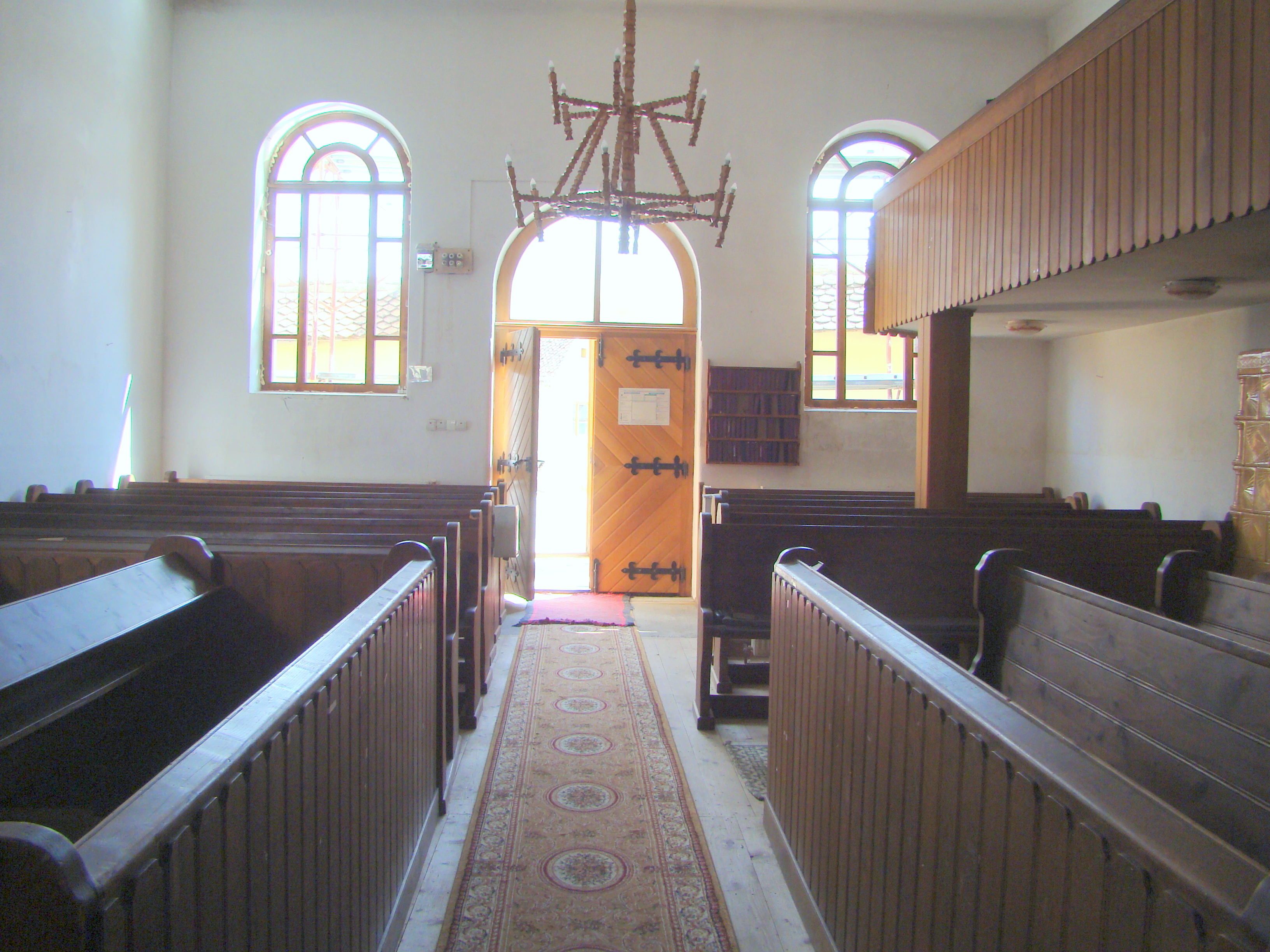
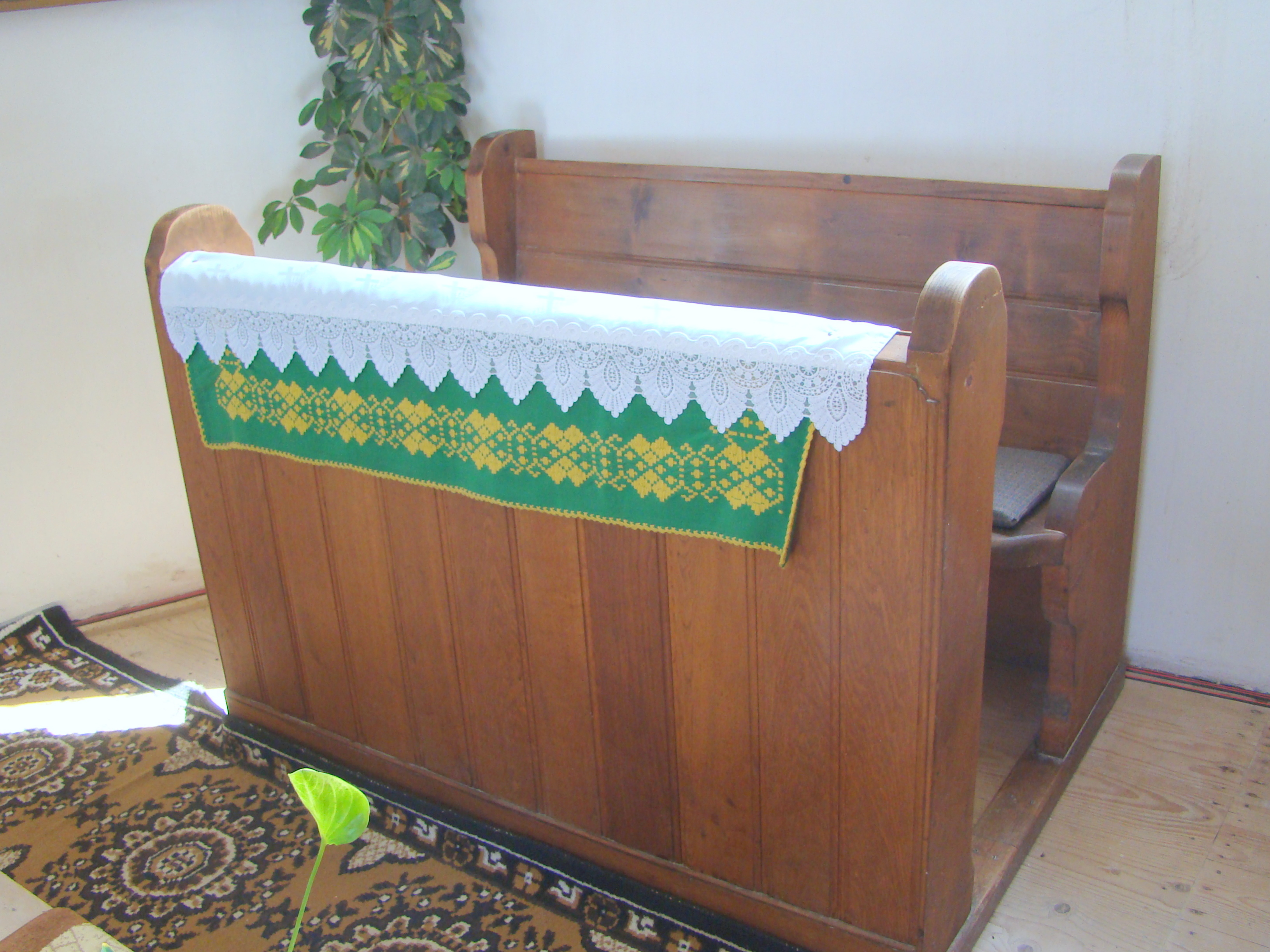
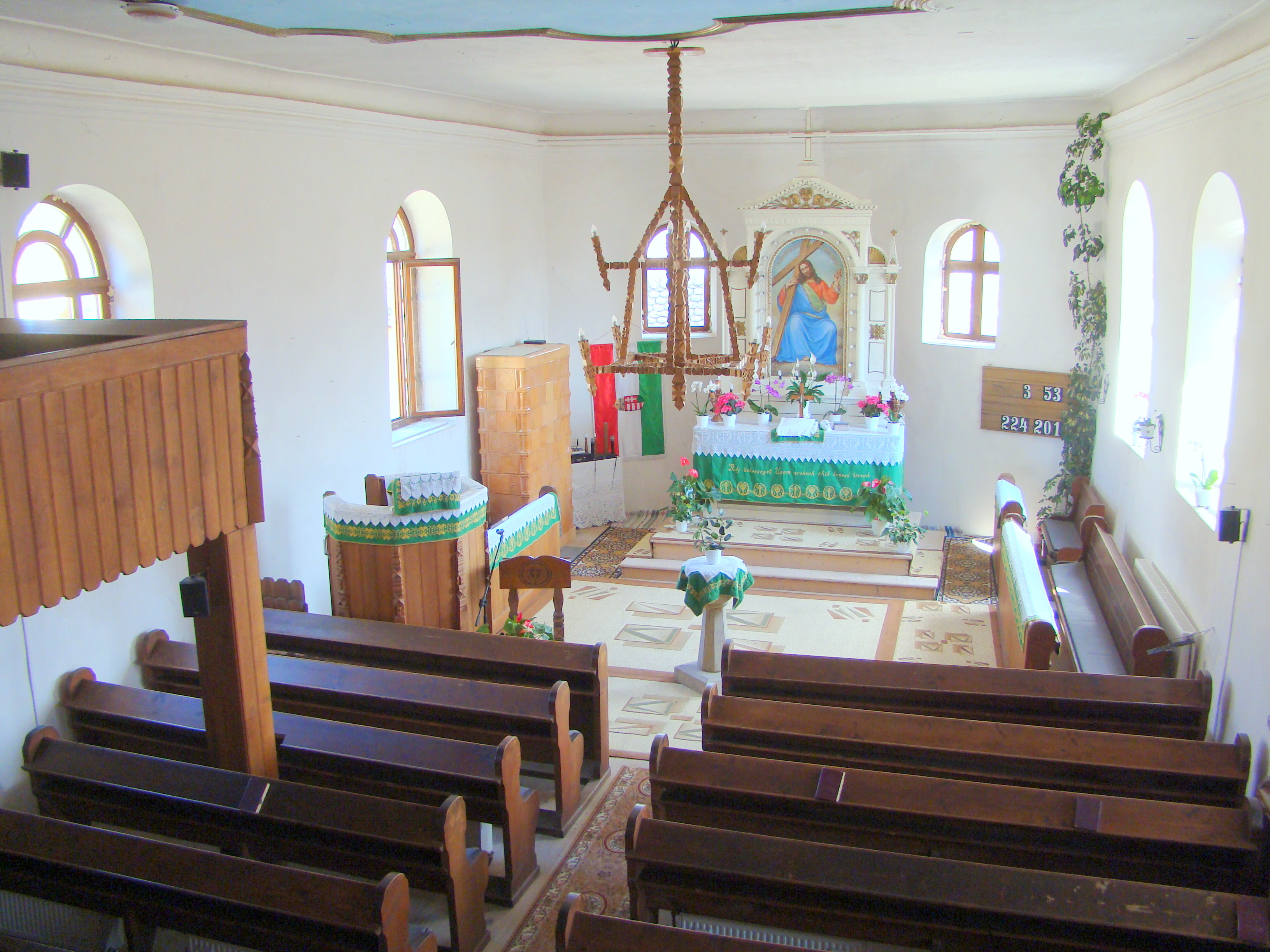
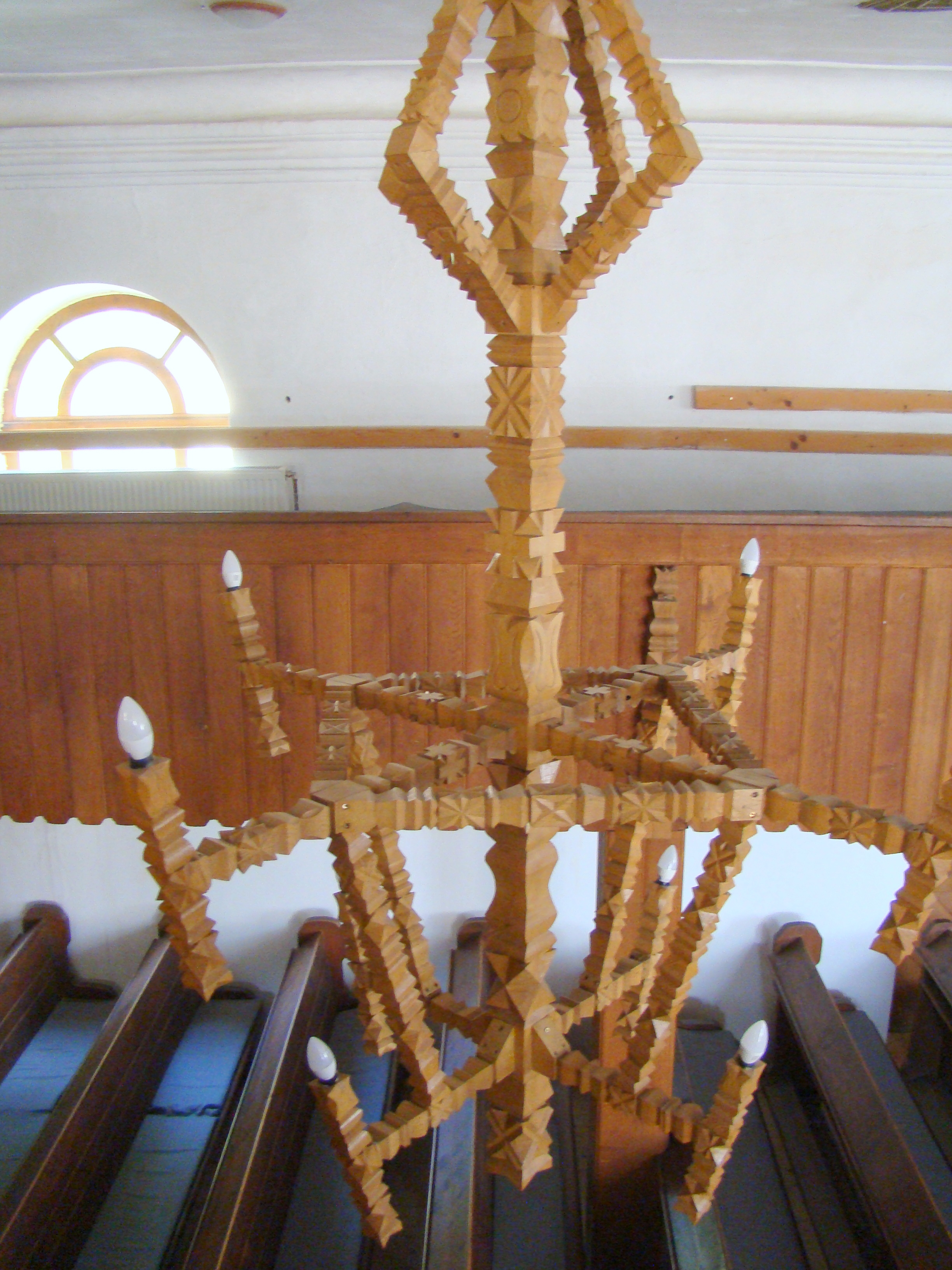
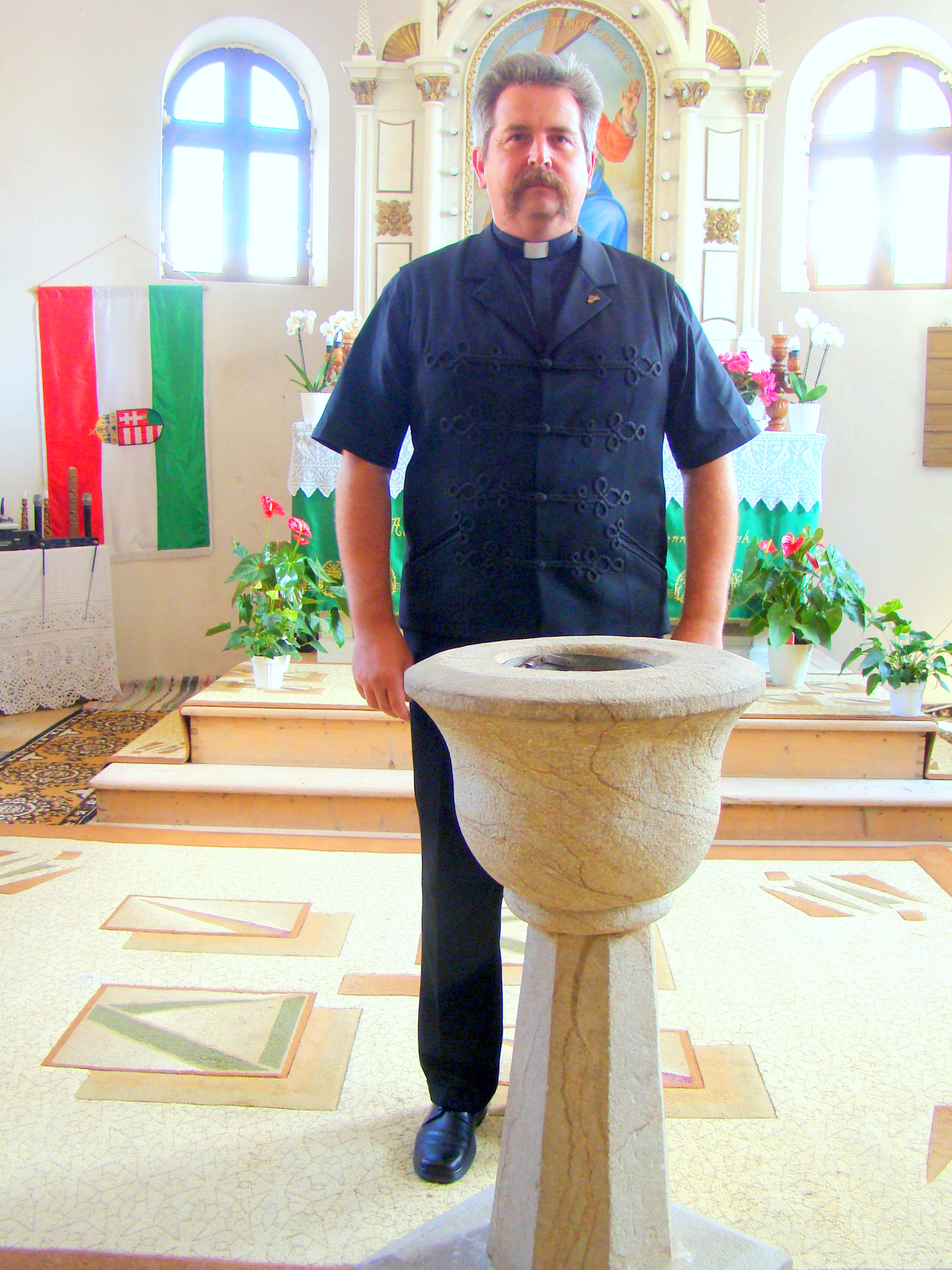
Pastorul evanghelic din satul Apața: Simon László
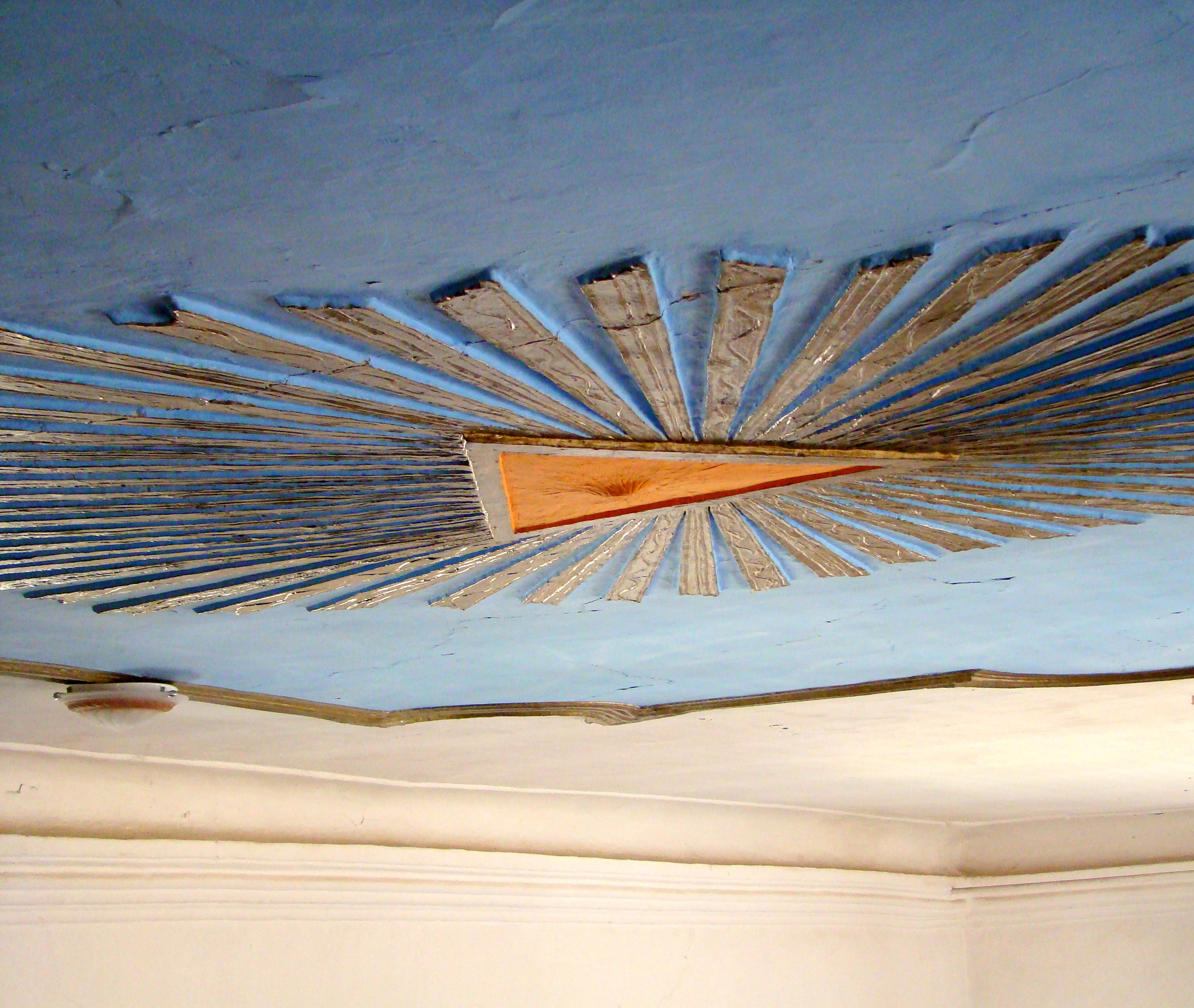
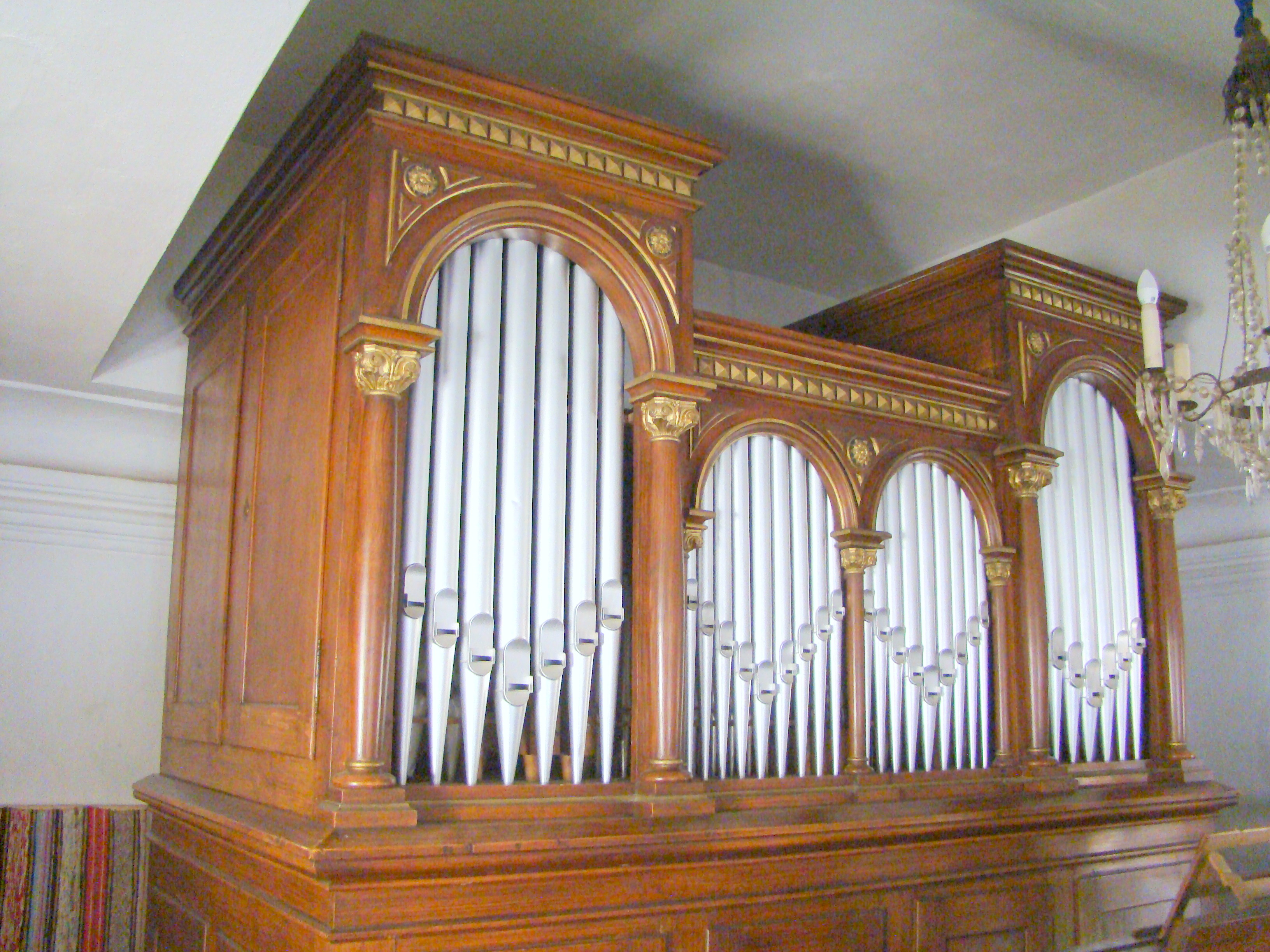
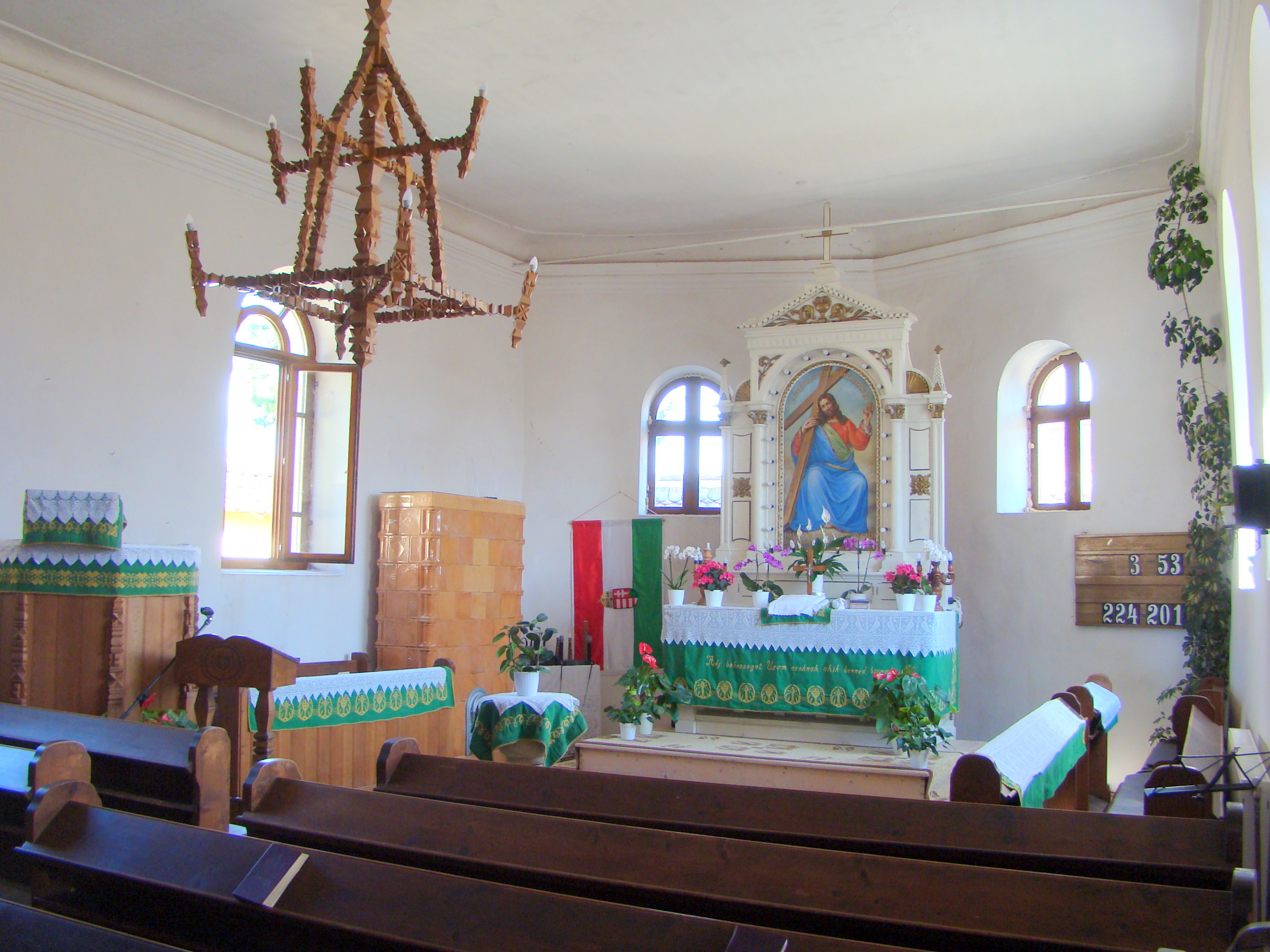
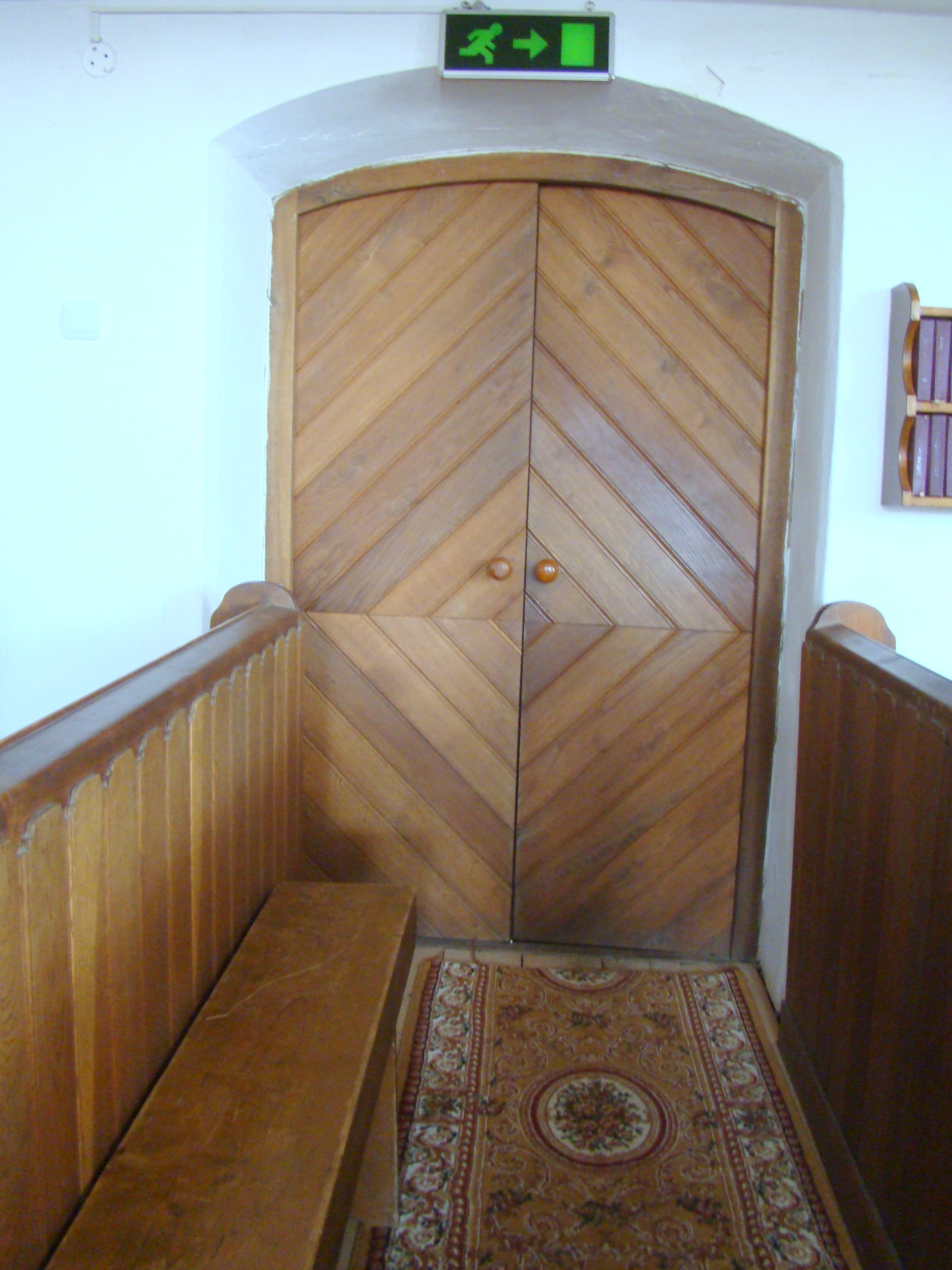